# Всеукраїнський турнір юних біологів
Всеукраїнський турнір юних біологів (ВТЮБ) — командно-особисте змагання, в якому школярі мають розв'язувати складні біологічні завдання, подавати рішення в переконливій формі і захищати їх у науковій дискусії (біологічному бою).
Турнір юних біологів проходить у два етапи: регіональний (міський, обласний) і всеукраїнський (фінальний).

## Історія
В Україні історія біологічних турнірів почалася із проведення у Харкові відкритого турніру юних біологів у 2000 році. [Архівовано 22 березня 2022 у Wayback Machine.]
Відлік «епохи» Всеукраїнських біологічних турнірів розпочато у 2002 році, коли з ініціативи освітян м. Суми Міністерством освіти та науки України на базі гімназії № 1 м. Суми було проведено перший Всеукраїнський турнір юних біологів. Наступні два роки Турнір також проводився у Сумах, а з 2005 року Турнір почав «мандрувати» Україною, з міста Львів, де було організовано IV Всеукраїнський турнір юних біологів.

## Короткий Опис Турніру
Для обговорення у ВТЮБ'і використовується заздалегідь опублікований список завдань. Це задачі відкритого типу (тобто такі, що не мають кінцевого і однозначного розв'язку), які допускають велику різноманітність підходів. Умови завдань сформульовані максимально стисло й не містять усіх необхідних для розв'язку даних, тому під час розв'язання слід самостійно зробити певні припущення, обрати модель для побудови відповіді. Завдання виконуються в команді.
На відміну від традиційної форми змагань — олімпіади, в якій змагання відбуваються між учасниками індивідуально, турніри є командною грою. Завдання для проведення турніру готуються та оприлюднюються задовго до його початку. Команди разом з керівниками готують розв'язки запропонованих завдань та їх презентації. Безпосередньо ж на турнірі команди змагаються між собою у вмінні доповідати своє рішення та відстоювати власну точку зору у науковій дискусії. По черзі команди виступають в ролі доповідача, опонента чи рецензента. Завданням доповідача є викласти власний варіант розв'язку задачі. Опонент має оцінити прослухану доповідь, виявити в ній позитивні та негативні сторони і вказати на помилки, якщо вони були. Завданням же рецензента є оцінка роботи як доповідача так і опонента.

### Мета
- залучення школярів до практичної наукової діяльності
- навчання школярів норм і стилю роботи у творчих колективах
- посилення міжпредметних зв'язків
- активізація позакласної роботи з біології
- створення умов для реалізації та розвитку творчих здібностей школярів
- формування у учнів інтересу до біології
- пошук школярів, здатних застосовувати знання з біології та знаходити оригінальні технічні рішення
- залучення вчених, студентів і аспірантів до роботи зі школярами
- підвищення професійного рівня викладачів та вчителів

### Основні дійові особи
- члени журі (під керівництвом голови)
- команди-учасники: команди складаються з 3-5 школярів.
- експерт-консультант: затверджується наказом Міністерства освіти і науки України і відповідає за розгляд апеляцій і інтерпретацію спірних пунктів правил ВТЮБ'у.

### Особливості всеукраїнського (фінального) етапу
Для того, щоб розподілити команди по групах для проведення боїв проводиться випадкове жеребкування. На основі такого списку формуються групи, в яких будуть проходити відбіркові бої (чверть-фінали). Половина команд проходить у півфінал за підсумком балів. З півфіналів у фінал з кожної групи проходить одна (іноді 2) команди. Команда-переможець турніру визначається у фінальному бої

#### Новий пакет задач
Фінальний бій всеукраїнського (фінального) етапу проводиться з новим пакетом завдань. Цей пакет формується членами журі безпосередньо перед видачею його командам. Команди самостійно, без керівників і тренерів, без мобільного зв'язку і інтернету протягом 4 годин (зранку) готують відповіді на ці завдання. Бої проходять після обіду.
Глядачі і керівники команд дізнаються про умови задач лише під час проведення фінального бою. Фінал проходить за тими ж самими правилами, що й звичайні бої.

## Місця проведення і переможці
| ВТЮБ | Рік  | Місто               | Команда-Переможець | Дипломи II ступеня (інші команди-учасники фінального бою) | Дипломи III ступеня (команди-учасники півфіналів) |
| ---- | ---- | ------------------- | --- | --- | --- |
| I    | 2002 | Суми                | «Дружба» Рішельєвського ліцею м. Одеси Учасники: Борченко Наталія (капітан), Єзопкіна Марія, Бушуєва Олександра, Немерцалова Марина, Цимбаліст Катерина Керівники: Кур'ята Ніна Володимирівна, Соломатін Олексій Борисович | «Cannabis» Волинського відділення МАН (керівник: Йовик Богдана Анатоліївна), збірна «УСПОЛ» м. Харків, (керівник: Литовченко Олександр Анатолійович), «Популяція» гімназії № 1 м. Суми (керівник: Гудакова Валентина Борисівна)                                                                                 | «ВітОлІн» НВК № 1, м. Шепетівка, «Ніка» класичної гімназії м. Суми |
| II   | 2003 | Суми                | «Матрикс» Луцької гімназії № 21 Учасники: Масіков Олександр (капітан), Патєй Петро, Андрійченко Мстислав, Романець Катерина, Зінченко Марія Керівники: Шайда Раїса Аврамівна, Ягенська Галина Василівна                    | «УСПОЛ» Фізико-математичного ліцею № 27 м. Харків (керівник: Литовченко Олександр Анатолійович), «Вірус» м. Конотоп (керівник: Проценко Валентина Іванівна) | «РЛ-11» Рішельєвського ліцею м. Одеси, «Адреналін» м. Донецька, «Популяція-F1» Сумської гімназії № 1 |
| III  | 2004 | Суми                | «Ліга-С» м. Славутич Учасники: Дворніков Дмитро (капітан), Лата Ярослав, Тимошенко Андрій, Москалик Дмитро, Московкіна Наталія Керівник: Артем'єва Ірина Вікторівна                                                        | «Venceremos» м. Луцьк (керівник: Ягенська Галина Василівна), «Інсайт» Львівського фізико-математичного ліцею (керівник: Муращук Михайло Михайлович) | «Дема» ліцею м. Шостка, «Апейрон» Сумської гімназії № 1, «Едельвейс (Regeneration)» Івано-Франківського природничо-математичного ліцею, «Біоенергія» Сумської гімназії № 1, «РЛ 9» Рішельєвського ліцею м. Одеси, «Sperati» Академічної гімназії № 45 м. Харкова |
| IV   | 2005 | Львів               | «РЛ-10» Рішельєвського ліцею м. Одеси Учасники: Квашніна Анастасія (капітан), Полнер Анастасія, Кудінова Олександра, Маєрська Катерина, Нгуєн Хиу Ань Керівники: Радіонов Денис Борисович, Шалаєв Сергій Володимирович     | «Дослідник» Київського відділення МАН (керівник: Соляник Олена Вікторівна), «Магма» Львівського фізико-математичного ліцею (керівник: Муращук Лариса Олександрівна) | «Paracels» Дніпропетровського ліцею «Дніпро», збірна «Ліга-С» м. Славутич, «Матрикс» Луцької гімназії № 21, «УСПОЛ» Харківського фізико-математичного ліцею № 27, «Домінанта» ЗОШ № 45 м. Львова, «Чайка» Рішельєвського ліцею м. Одеси |
| V    | 2006 | Херсон              | | | |
| VI   | 2007 | Канів               | «Матрикс» Луцької гімназії № 21 Учасники: Ягенський Олександр (капітан), Яручик Анна, Цьось Юлія, Коваль Володимир, Ягенський Василь Керівник: Ягенська Галина Василівна                                                   | збірна «Еквілібріум» м. Харків (керівник: Михайліченко Валентина Петрівна), команда ліцею при Донецькому національному університеті (керівник: Богомаз Ірина Володимирівна), | «Потенціал» Фізико-технічного ліцею-інтернату, «Дослідник» Київського відділення МАН, «Ноосфера» Волинської області, «Бобри» Черкаської області, |
| VII  | 2008 | Новгород-Сіверський | збірна «Пейсмекери» Київської області Учасники: Губар Олександр (капітан), Катрюк Андрій, Моха Інна, Падалко Марина, Репех Сергій Керівники: Степанов Степан Олексійович, Артем'єва Ірина Вікторівна                       | «Срібна підкова» Харківської гімназії № 47 (керівник: Юрченко Алла Павлівна), збірна МАН Луганської області (керівники: Лозова Ольга Борисівна, Гарасимко Олександра Ігорівна) | «Дослідник» Київського відділення МАН, збірна Волинської області, збірна «Зоопарк» м. Харків, «Київ — 145» Київського природничо-наукового ліцею № 145, збірна «Ерпента» Хмельницької області, «Матрикс-5» Луцької гімназії № 21 |
| VIII | 2009 | Донецьк             | збірна м. Харків Учасники: Острась Данило (капітан), Козіонов Сергій Москальов Віталій, Гольденберг Михайло, Разім Олександра Керівник: Михайличенко Валентина Петрівна                                                    | збірна «Пейсмекери» Київської області (керівники: Драган Григорій Іванович, Кабачек Олена Вікторівна), «Дослідник» Київського відділення МАН (керівники: Соляник Олена Вікторівна, Ляшенко Володимир Артемович)                                                                                                 | «Зоопарк» Харківської гімназії № 46, «Матрикс» Луцької гімназії № 21, «Панацея» ліцею «Ерудит» м. Донецька, збірна МАН Волинської області, збірна «ПЦР» Луганської області, «Інсайт» Львівського фізико-математичного ліцею, |
| IX   | 2010 | Чернівці            | збірна «Едельвейс» м. Чернівці Учасники: Волков Андрій (капітан), Єремічук Станіслав, Тодорюк Андрій, Соловйова Аліса Керівники: Ткачук Мирослава Михайлівна                                                               | «Матрикс» Луцької гімназії № 21 (керівник: Ягенська Галина Василівна), Збірна Волинської області (керівник: Мельничук Світлана Василівна) | команда центру еколого-натуралістичної творчості м. Сімферополя, «Евглена» Івано-Франківського природничо-математичного ліцею, «Електрики» Фізико-технічного ліцею-інтернату, «Медик» Донецького медичного ліцею, «Домінанта» ЗОШ № 45 м. Львова, збірна «Фіксіус» м. Харкова, збірна «Рівнаук» Рівненської області, «Титанове копито» Харківської гімназії № 47, «Зоопарк» Харківської гімназії № 46   |
| X    | 2011 | Рівне               | «Скоб» Волинського наукового ліцею-інтернату Учасники: Гащишин Кирило (капітан), Кравчук Станіслав, Журавель Андрій, Гащишин Адам, Лисенко Владислав Керівник: Ткачук Мирослава Михайлівна                                 | «Матрикс» Луцької гімназії № 21 (керівник: Ягенська Галина Василівна) «Титанове копито» Харківської гімназії № 47 (керівники: Самойлов Андрій Михайлович, Мікуліна Інна Миколаївна), «БіОМ» Снятинського району Івано-Франківської області (керівники: Николайчук Ярослав Васильович, Шихова Людмила Романівна) | збірна «БІОД» м. Харкова, «Електрики» Фізико-технічного ліцею-інтернату, «Матриця» Калуської гімназії Івано-Франківської області, «Імпульс» Рівненської МАН, «Дослідник» Київського палацу дітей та юнацтва, «ФеліксФеліціус» Запорізького ліцею № 99, збірна «Ендорфіни» Рівненської області, «Домінанта» школи № 45 м. Львова                                                                         |
| XI   | 2012 | Хмельницький        | «Матрикс» Луцької гімназії № 21 Учасники: Муковоз Аліна (капітан), Корнійчук Вікторія, Дужич Сергій, Баб'як Олена, Король Роман Керівник: Ягенська Галина Василівна                                                        | «Матриця» Калуської гімназії Івано-Франківської області (керівник: Лойош Галина Павлівна), «Титанове копито» Харківської гімназії № 47 (керівник: Самойлов Андрій Михайлович) | збірна «БІОД» м. Харкова, збірна Івано-Франківської області, «Скоб» Волинського наукового ліцею-інтернату, збірна Волинської області, команда Донецького медичного ліцею-інтернату, команда Хмельницької області, команда Луганської області, «Дослідник» Київського палацу дітей та юнацтва, команда Олександрійської гімназії                                                                         |
| XII  | 2013 | Житомир             | «Матрикс» Луцької гімназії № 21 Учасники: Король Роман (капітан), Баб'як Олена, Тищенко Мирослава, Денисюк Лілія, Білохвіст Катерина Керівник: Ягенська Галина Василівна                                                   | «Дослідник» Київського палацу дітей та юнацтва (керівник: Соляник Олена Вікторівна), «Титанове копито» Харківської гімназії № 47 (керівник: Самойлов Андрій Михайлович), «Оніхофори» Жовтневого району м. Харкова (керівник: Беседіна Галина Володимирівна)                                                     | «2 1/2 ганглія» Рішельєвського ліцею, «Житичі» Житомирської області, «Priora team» Московського району м. Харкова, «Імпульс» Рівненської області, «Шаперони» Київської області, «Ерпента» Хмельницької області, збірна Волинської області, збірна «БіОМ» Івано-Франківської області, «Aesculapius» Українського медичного ліцею, збірна «Дерижабль» м. Харкова                                          |
| XIII | 2014 | Вінниця             | «Титанове копито» Харківської гімназії № 47 Учасники: Міронова Юлія (капітан), Андрєєва Валерія, Пещикова Катерина, Вертепа Ірина Керівник: Інкіна Олена Вікторівна Тренер: Сапожникова Валерія Олександрівна              | «Дослідник» Київського палацу дітей та юнацтва (керівник: Соляник Олена Вікторівна), «Дерижабль» м. Харкова (керівник: Павленко Олена Анатоліївна) | збірна м. Харкова, «БіомІФ» збірна м. Івано-Франківська, «Рівненський обласний ліцей», збірна Волинської області, «Оніхофори» Харківської гімназії № 65 |
| XIV  | 2015 | Івано-Франківськ    | «Дослідник» Київського палацу дітей та юнацтва Учасники: Ганопольський Антон (капітан), Онищенко Марія, Завадська Дарина, Гусак Тетяна, Сокольський Тимофій Керівник: Соляник Олена Вікторівна                             | «Дерижабль» Харківської гімназії № 46 (керівник: Павленко Олена Анатоліївна), «Титанове копито» Харківської гімназії № 47 (керівники: Гончарова Наталія Володимирівна, Інкіна Олена Вікторівна) | «Veni vidi vici» Рівненського обласного ліцею, «Miraculum» Івано-Франківського обласного ліцею-інтернату, «Праймер» Московського району м. Харкова, «Хлорофіл» Центру науково-технічної творчості Житомирської області, «Матрикс» Луцької гімназії № 21, збірна «БІОД» м. Харкова, «Макроерги» школи-інтернату «Обдарованість», збірна команда Волинської області, збірна «БіомІФ» м. Івано-Франківська |

## Завдання по роках

### XV ВТЮБ,2016р.
1. «Помилка» природи. Еволюція вищих рослин відбувалася в напрямку домінування спорофіту. Єдиний виняток — мохоподібні. До чого в майбутньому така «помилка» природи може призвести цю групу рослин — до розквіту чи вимирання?
2. Дитинство в сумці. Останнім часом дискусійним є питання щодо переваг та недоліків способу розмноження сумчастих. Тож дитинство в сумці — перевага чи недолік? Аргументуйте свою думку.
3. Хто лідер? Розвиток учення про імунітет супроводжувався змінами думки про переваги й пріоритетність специфічного та неспецифічного імунітету. Аргументовано обґрунтуйте власну думку щодо переваг різних видів імунного захисту.
4. Увага! Живі істоти нерідко використовують червоний колір, щоб привернути увагу. Червоні комахи попереджають, що вони отруйні, тому їх краще не їсти. Червоні квітки приваблюють запилювачів, а червоні плоди інформують птахів, що вони вже достигли і їх можна їсти. Чому живі організми використовують саме цей колір?
5. Дивне пристосування. У птахів розміри геному менші, ніж у ссавців та рептилій. Як не дивно, розмір геному кажанів теж менший, ніж більшості ссавців. А нелітаючі птахи, як правило, мають більший геном, ніж літаючі. Що це: випадковий збіг обставин чи пристосування до польоту?
6. Макрофаги. Згідно з результатами сучасних досліджень, у тканинах ссавців функціонують макрофаги різного походження. Обґрунтуйте біологічну доцільність утворення макрофагів різного гістогенезу.
7. Багатоклітинні прокаріоти. Існує велика кількість видів багатоклітинних еукаріот. У той же час найскладніше організовані прокаріоти — нитчасті ціанобактерії. Змоделюйте прокаріотичний багатоклітинний організм.
8. Еволюція еволюції. В еволюційній гонці озброєнь (хижак-жертва, паразит-хазяїн) перевагу матиме той, хто здатен еволюціонувати швидше. Тому мали б еволюціонувати організми з усе більшою швидкістю еволюції. Як наслідок, еволюція має постійно прискорюватися. Чи існує таке прискорення насправді?
9. Співіснування. Людські поселення вже давно з'являлись і продовжують з'являтись і розвиватися по всій Землі. Відомо, що поява поселення так чи інакше змінює екосистему, в якій воно з'явилося. Простежте зміни в екосистемі з появи поселення до його розвитку в мегаполіс і можливого наступного занепаду.
10. Синтетичний організм. Уявіть, що Ви — провідний спеціаліст у галузі синтетичної біології й очолюєте проект щодо створення першого у світі штучного живого організму. Опишіть, які експерименти Ви будете проводити і які труднощі у Вас виникатимуть на шляху реалізації проекту.
11. Мінімальний геном. Яка найменша кількість генів потрібна для функціонування живого організму? Опишіть функціональне значення послідовностей такого мінімального геному.
12. Анаеробна біосфера. Як би могла проходити еволюція біосфери Землі за відсутності кисневої революції?
13. Альтернативна еволюція. На певному етапі еволюції примати перейшли «зі світу запахів у світ світла»: зорова сенсорна система стала домінуючою. Припустіть, як би змінилися нащадки людини й сучасні люди, якби в процесі еволюції домінуючою була не зорова, а яка-небудь інша сенсорна система.
14. Альтернативні джерела енергії. Живі організми на землі використовують енергію сонця або енергію зв'язків хімічних сполук. А чи можливе існування й успішне функціонування організмів, що використовують альтернативні джерела енергії (наприклад, енергію вітру чи енергію течії річки).
15. Бактеріородопсинопласти. Хлоропласти рослин є нащадками давніх симбіотичних ціанобактерій.Крім зелених бактерій до фотосинтезу також здатні деякі галобактерії, що використовують червоний бактеріородопсин. Теоретично вони також могли б стати ендосимбіонтами. Чому цього не відбулося, у той час як різні групи еукаріотів кілька разів незалежно один від одного отримували хлоропласти в процесі еволюції?
16. Неекономічний фермент. РуБісКо — фермент, що бере участь у процесі фіксації СО2, який відбувається під час темнової фази фотосинтезу. Однак близько у 25 % випадків він «помиляється» і фіксує О2, призводячи до енергетично менш вигідного процесу фотодихання. Чому ж у ході еволюції не закріпилися форми РуБісКо, що мали більшу спорідненість до СО2, зважаючи на те, що це достатньо давній фермент?
17. Клітинний кворум. Наявність розвиненої системи міжклітинного сигналінгу — дуже важлива передумова появи багатоклітинності. У найпростішому випадку складається вона з клітини, яка секретує певну речовину, що сприймається специфічно рецептором на іншій клітині, активуючи в ній певний сигнальний каскад. Запропонуйте модель походження і ранньої еволюції такої системи, враховуючи еволюцію рецепторів і внутрішньоклітинних сигнальних систем.
18. Гладкі довгожителі? Тривалий час надмірну вагу тіла лікарі пов'язували з низкою різноманітних захворювань. Проте нещодавно було висловлено думку про позитивну кореляцію між надмірною вагою тіла і тривалістю життя людини. Запропонуйте власний варіант пояснення такої кореляції.
19. «Злочинні» клітини. Вчені Кембриджського університету, досліджуючи механізми розвитку новоутворень, зокрема базально-клітинної карциноми, активацією онкогенів у стовбурових клітинах і недиференційованих клітинах шкіри, отримали цікаві результати. Виявилося, що з клітин-попередників можуть розвиватися доброякісні новоутворення, а зі стовбурових — злоякісні. Сформулюйте власну концепцію для пояснення цього феномену.
20. РНК-вакцини. Дослідники з Массачусетського технологічного інституту запропонували технологію створення РНК-вакцин. На думку вчених, така вакцина безпечніша за ДНК-вакцини. Проаналізуйте переваги та недоліки цього нового типу вакцин порівняно з іншими типами.

### XIV ВТЮБ,Івано-Франківськ,2015р.
1. Русалочки. Кілька десятиліть тому було висунуто гіпотезу, яка пояснювала утворення характерних рис будови людини тим, що на одній із стадій еволюції її предки почали пристосовуватися до життя у воді. Гіпотеза пізніше не підтвердилася, хоча для багатьох інших систематичних груп ссавців адаптація до життя у воді пройшла успішно. Спрогнозуйте, які особливості будови і фізіології розвинулися б у приматів в ході адаптації до життя у водному середовищі.
2. Вегетаріанська мрія. Зміни у режимах харчування у процесі еволюції призводять до морфологічних, фізіологічних та соціальних змін живих організмів. Це добре видно на прикладі масивних і грацильних австралопітеків, які мали спільного предка, але вибрали різну харчову спеціалізацію. До яких еволюційних наслідків у анатомії, фізіології та поведінці може призвести перехід сучасної людини на суто вегетаріанську дієту?
3. Небезпечне меню. Ряд тварин живиться трупами інших тварин, які швидко розкладаються. Часто такий раціон багатий на надзвичайно токсичні для організму сполуки й наповнений високовірулентними патогенними бактеріями, які є смертельними для будь-яких інших істот. Яким чином некрофагам вдається вести «здоровий спосіб життя» з таким харчуванням?
4. Тополі шепочуть в полі. У наш час питання «чи можуть рослини розмовляти» з категорії наукової фантастики перейшло в категорію наукових досліджень. Розробіть схему основних засобів «спілкування» рослин між собою і з оточенням.
5. Зворотня еволюція. Відомий американський палеонтолог Джек Хорнер в 2009 році почав роботу над проектом, який передбачає «зворотню еволюцію» від курки до динозавра. Незважаючи на ряд проблем, які постали перед вченим, Хорнер пообіцяв досягти мети менш, ніж за 10 років. Проаналізуйте реалістичність такого експерименту.
6. Pathogen Free. Враховуючи зусилля вчених усього світу, спрямовані на пошук панацеї від вірусів і універсальної вакцини від грипу, знищення інфекційних захворювань в дійсності здається вищою (хоч і віддаленою) метою медичних досліджень. Що б сталось, якби ми викорінили всі інфекційні хвороби?
7. Рослини-вегетаріанці. Дослідники з британського Університету Лафборо виявили, що звичайна росичка (Drosera rotundifolia) — хижа рослина, яку можна знайти на болотах Північної Європи, — стає «вегетаріанцем». Поясніть можливі причини виникнення і наслідки такого «вегетаріанства».
8. Вид Людина досконала. На перший погляд, будова людського тіла є досконалою. Добре розвинений мозок, спритні руки, вміння пересуватися на двох кінцівках й розмовляти дозволяють Людині розумній дивитися звисока на своїх тваринних родичів. Чи є в анатомічній будові людського організму недоліки? Відповідь обґрунтуйте.
9. Унікальний протеом. У 2014 році був створений електронний атлас білків людини [Архівовано 1 травня 2017 у Wayback Machine.]. У ньому показано, що в сім'яниках експресується найбільша кількість унікальних (таких, що більше ніде не поширені) білків — 999, а в другому за цим показником органі — мозку, експресується лише 318 таких білків. Яке можливе фізіологічне значення такого феномену?
10. Хромосомна редукція. Обгрунтуйте, чи справді Y-хромосома з часом може зникнути з каріотипу людини?
11. Пріоногенез. Пріони — інфекційні білкові агенти, які можуть утворюватися із ендогенних протеїнів. Як такі небезпечні «ендогенні патогени» утворилися у процесі еволюції та не були відкинуті природнім добором?
12. Vault. Понад 30 років тому була відкрита органела, яка отримала назву vault (англійською — «купол»). Незважаючи на те, що вона втричі більша за рибосому і властива багатьом еукаріотичним клітинам, функції її дотепер не встановлено. Маючи дані про структуру і локалізацію [Архівовано 28 лютого 2009 у Wayback Machine.] органели, вкажіть її функціональне значення та запропонуйте назву українською мовою.
13. Затори на дорогах. Мурахам часто доводиться рухатися вузькими проходами великим натовпом, але в них ніколи не буває заторів. Як їм вдається вирішити цю проблему?
14. Чужий серед своїх. Ендогенні ретровіруси — невід'ємний елемент геномів ссавців. Зважаючи на те, що це чужорідна генетична інформація, поясніть, чому організми утримують у своєму геномі такі елементи впродовж значного еволюційного періоду.
15. Розморозь мене. Кріоніка — наука, що вивчає збереження людей чи тварин в стані глибокого замороження (кріоконсервації) в надії на те, що в майбутньому їх вдасться оживити і, за необхідності, вилікувати. З якими проблемами зіткнеться група науковців, яка намагатиметься в майбутньому провести успішне розмороження кріоконсервованої людини?
16. Теломеразний парадокс. Теломераза — фермент, що вирішує проблему кінцевої недореплікації хромосом під час клітинних поділів, — нещодавно була знайдена в клітинах, які в нормі не діляться. Навіщо теломераза потрібна таким клітинам?
17. Фітолікар. Відомо багато хвороб рослин, вроджених вад їх розвитку, порушень обміну речовин тощо. А як можна визначити здорова рослина чи ні? Запропонуйте концепцію поняття «здоров'я рослини», перелік «лікарів» для «медкомісії рослини» та які обстеження й аналізи «вона повинна здати» для цього?
18. Хто кого? Вважається, що швидкий розвиток вірусів — необхідність, зумовлена організмом «хазяїна». У той же час відомо, що віруси відіграють важливу роль у розвитку організмів. Тож аргументуйте, на вашу думку, у більшій мірі віруси впливають на організм чи організм на віруси?
19. Секрет вічної молодості. Відомо, що тривалість життя різних організмів неоднакова. Наприклад, гідра потенційно безсмертна, а окуні можуть жити понад 200 років. Поясніть, якими механізмами обмежується термін життя ссавців порівняно з тваринами «довгожителями».
20. Бактеріальна депресія. У сучасній науковій літературі можна знайти інформацію про можливість впливу бактерій на емоційний стан вищих тварин. Запропонуйте механізм такого впливу.

#### Фінальні питання
1. «Пересмішники». Серед птахів є досить багато «пересмішників», які вдало імітують голоси інших живих істот чи навіть людини. Яка біологічна доцільність такої здатності?
2. «Біопроект». У ДНК міститься інформація про послідовність амінокислот у молекулі білку, а де ж «закладений» загальний план будови організму?
3. «Фермент 1.1.1.1». У спільного предка людини, шимпанзе і горили мутація гену алкогольдегідрогенази призвела до підвищення її активності у 40 разів. Які еволюційні наслідки мало це явище?
4. «Хвостате питання». Яка роль хвоста у житті ссавців?
5. «Родинні зв'язки». Спрогнозуйте можливі шляхи і наслідки коеволюції геному людини і її мікробіому.
6. «Дзеркало душі». Яку роль відіграли дзеркальні нейрони в еволюції людини?
7. «Вічно молоді». Рослини здатні до необмеженого росту, а чи здатні вони жити вічно?
8. «Теорія і практика». Фішер обґрунтував, що еволюційно доцільним співвідношенням статей є 1:1. Чому в природі часто порушується це співвідношення?

### XIII ВТЮБ,Вінниця,2014р.
1. Хто вибирає: я чи природа? Переважна більшість хребетних тварин живе і розмножується за естральним циклом і чомусь лише людину він «не задовольнив», то чим же вибір людини кращий за вибір усіх інших?
2. Біотехнологічні організми. Якими є переваги й недоліки організмів з основних таксономічних груп при їх використанні в біотехнологічних проектах?
3. Біологічні системи. Чи будь-який вплив на біологічну систему буде стресом для неї?
4. Мікробні війни. Які риси мають бути притаманні мікроорганізму, аби у «війні мікробів» він переміг усіх конкурентів та зайняв місце нормальної мікрофлори людини?
5. Бібліотечні справи. Ви взяли певну клональну ДНК з бібліотеки. Змоделюйте експеримент, що допоможе Вам дізнатись можливу функцію цієї послідовності, її структуру та локалізацію її експресії.
6. ДНК, ти чия? Запропонуйте усі можливі засоби для того, щоб експериментально відрізнити тваринну ДНК від рослинної?
7. Імунотерапія. Одне із визначних досягнень 2013 року — успіхи в імунотерапії раку. Порівняйте перспективи і недоліки даного методу.
8. Епігенетична пам'ять крізь покоління. Науковий світ отримує дедалі більше фактів, що свідчать про передачу епігенетичних змін від предків до нащадків. Запропонуйте механізми такого успадкування.
9. Голодний та щасливий. Як з біологічної точки зору можна пояснити позитивний ефект оздоровчого голодування?
10. Небезпечні симбіонти. Рикетсії (Rickettsiales) — облігатні ендосимбіонти різних представників еукаріотів, зокрема найпростіших. Існує цілий ряд перехідних типів взаємодії між симбіонтами — від типового паразитизму до «майже» мутуалізму. При цьому, описані випадки «бунту корисних симбіонтів». У чому полягає біологічний сенс «утримання» таких «небезпечних» мікропартнерів усередині клітини або ядра еукаріот?
11. Проблеми азотфікцації. Нітроген — найбільш дефіцитний елемент живлення рослин. Фіксувати азот атмосфери здатні тільки прокаріоти. Саме тому багато зусиль спрямовані на створення генно-інженерним шляхом рослин, які б могли самі здійснювати азотфіксацію. Проте це завдання виявилося надскладним. Проаналізуйте проблеми та перешкоди, які виникають при створенні таких ГМ-рослин та запропонуйте можливі шляхи їх вирішення.
12. «Правління» метаболізму. Перебіг у клітині одночасно багатьох різнонаправлених біохімічних процесів (наприклад, розщеплення та біосинтез цукрів), поставило серйозне завдання перед клітиною щодо їхньої регуляції та часового або просторового розділення. Порівняйте шляхи вирішення цієї проблеми в еукаріотів та прокаріотів.
13. Лізосомна дилема. Однією з проблем, яку потрібно вирішити тваринним клітинам з активним метаболізмом, є утилізація продуктів діяльності лізосом. Адже, якщо їх видаляти назовні екзоцитозом, то вивільнені ферменти можуть пошкодити позаклітинні структури. Якщо ж залишки зберігати в самих лізосомах, це може спричинити їх перевантаження (генетичні хвороби Помпа, Тея-Сакса тощо). Яким же чином клітини вирішують цю проблему?
14. «Базові» амінокислоти. У різних організмах зустрічається досить широкий спектр амінокислот, проте лише 20 з них є протеїногенними. Обгрунтуйте чому саме ці амінокислоти є мономерами білків?
15. «Круті» моносахариди. Серед багатьох можливих ізомерних моносахаридів у різних організмів найчастіше зустрічаються кілька: глюкоза, галактоза, фруктоза, рибоза, дезоксирибоза. Вони є мономерними ланками важливих біополімерів та олігомерів. Чому саме ці моносахариди є найбільш поширеними?
16. Самоліквідація. Автоімунні реакції — функціональні порушення регуляції імунної відповіді, пов'язані з формуванням імунної відповіді до антигенів власного організму. При дії високих доз іонізуючого випромінювання, незважаючи на розвиток загального вторинного імунодеціциту, у крові, як правило, спостерігається зростання загального рівня циркулюючих антитіл, що здатні зв'язувати антигени власного організму. Поясніть причини такого явища.
17. Побачення наосліп. Експериментально встановлено, що статевий добір у вищих приматів (зокрема і в людини) сприяє вибору партнера, який несе інший набір алельних варіантів генів комплексу MHC (major histocompatibility complex) (генів, оцінити фенотиповий прояв яких за час вибору партнера неможливо). Запропонуйте механізм здійснення такої форми статевого добору.
18. Маневреність. Для багатьох одноклітинних організмів, здатних до руху, однією з основних «рухових реакцій» є рух до джерела харчування чи від нього. Яким чином відбувається рецепція та спрямування руху мікроорганізмів за градієнтом концентрації «поживних» речовин?
19. Модерн чи ретро? Наразі відомо, що вірус, пролежавши 30 000 років у вічній мерзлоті, здатен зберігати свою інфекційність і заражувати організм хазяїна. Оцініть потенційну небезпечність древніх («викопних») інфекційних агентів у порівнянні з емерджентними.
20. Навіщо деяким ящіркам прямоходіння? Порівняйте переваги прямоходіння для ящірок з іншими тваринами, здатними до прямоходіння.

#### Фінальні питання
1. «Стовбурова невдача» Чому лікування нейродегенеративних хвороб стовбуровими клітинами виявилося неефективним?
2. «Парацельс» Парацельс сказав: «Все — отрута, все — ліки. І те і інше визначає доза». Що, окрім дози, може робити отруту ліками, а ліки отрутою?
3. «Сильна „слабка“ стать» Відома радянська актриса Ф. Раневська якось сказала: «Женщины — это не слабый пол, слабый пол — это гнилые доски». Підтвердіть або спростуйте сказане.
4. «Сусіди» Вкажіть переваги та недоліки проживання тварин у міській квартирі.
5. «Halloween» Сформулюйте біологічні засади існування поняття «привид».
6. «Хворе питання» Як інфекційні хвороби вплинули на розвиток людства?

### XII ВТЮБ,Житомир,2013р.
1. Вогнедишний дракон. У багатьох казках і легендах трапляється ця міфічна істота — вогнедишний дракон. Якби такі дракони існували насправді, які особливості будови, фізіології та поведінки вони б, на ваш погляд, мали?
2. Ксенобіотики. Печінка й епітелій шлунково-кишкового тракту людини здатні розпізнавати та знешкоджувати ксенобіотики, які надходять до організму. Проте важко уявити хімічно більш гетерогенну класифікаційну групу сполук. Яким чином організм розпізнає та знешкоджує такі сполуки?
3. Ендомікориза. Ендомікориза — одна із систем взаємодій рослинних організмів із грибами, під час становлення якої міцелій гриба проникає в протопласт клітин рослин, пошкоджуючи клітинну стінку. Таке проникнення спричиняє виділення в апопласт ряду сполук (олігогалактозидів тощо), здатних індукувати реакції гіперчутливості, кінцевим етапом яких є загибель рослинних клітин. Поясніть, чому ж тоді ендомікориза ще існує.
4. Родинні перипетії. Останні експерименти in silico з аналізу часу виникнення певних родин генів показують, що в історії генофонду планети приблизно 3,3–2,85 млрд років тому існував період «великого геноутворення», протягом якого за відносно короткий час виникла чверть всіх існуючих зараз родин генів. Які основні групи генних родин, на вашу думку, виникли в цей період? Відповідь обґрунтуйте.
5. А нам усе одно. У багатьох групах організмів існують види, що відрізняються особливою стійкістю до йонізуючого випромінювання. На основі аналізу проблем, які створює йонізуюче випромінювання для функціонування таких організмів, охарактеризуйте стратегії їхньої високої радіостійкості.
6. Інтрон-екзонна організація. Існують гіпотези раннього та пізнього походження інтрон-екзонної організації генів. Якій із них ви би віддали перевагу?
7. Магнітосоми. Бактерії Aquaspirillium magnetotacticum у цитоплазмі містять гранули, які складаються з Fe3O4 і називаються магнітосомами. Яке можливе функціональне значення цих утворів у цього виду та в інших організмів, які містять органели або структури аналогічного хімічного складу?
8. Паразитична енергія. Клітини еукаріотів є факультативними анаеробами. Проте гліколіз енергетично маловигідний та небезпечний через накопичення у клітині токсичного лактату. Поясніть, яким чином відбувається енергетичний обмін у еукаріотів, що є анаеробними паразитами.
9. Фотосистема ІІ. Фотосинтетичний апарат у всіх рослин містить дві фотосистеми. Фотосистема І є «самостійною», адже здатна функціонувати без фотосистеми ІІ. Навіщо в процесі еволюції в рослин з'явилася фотосистема ІІ, якщо фотосинтезуючі бактерії-грацилікути чудово обходяться без неї?
10. Еволюція тканин. Обґрунтуйте, який тип тканин (епітеліальна, м'язова, сполучна чи нервова) може вважатися еволюційно найдавнішим?
11. НЖК. Усі жирні кислоти синтезуються в організмі людини одним шляхом — до «затравки» малоніл-КоА приєднуються групи КоА. Чому ж тоді лінолева, ліноленова й арахідонова кислоти вважаються незамінними?
12. Ауксотрофи. У процесі еволюції деякі організми втратили здатність синтезувати певні необхідні для їхнього росту речовини (наприклад, морські свинки, крилани та примати, на відміну від інших хребетних, не синтезують вітамін С). Яке значення має така «ауксотрофність» у хребетних?
13. Ненаситний мозок. Мозок — єдиний орган, який функціонує за схемою мінімальних витрат, проте «загарбує» максимальну кількість ресурсів організму (зокрема, глюкози). Чому для мозку настільки важливим є надлишок поживних речовин?
14. Летальність. Протягом своєї історії людство постійно стикається з різноманітними інфекційними захворюваннями. В окремих випадках летальність сягає практично максимальних значень. Чому наш вид досі не вимер?
15. RNA-less. Навіщо в живих істот існують системи, що забезпечують синтез білка без використання молекул РНК?
16. Палиця о двох кінцях. Маленькі діти постійно тягнуть до рота навколишні предмети. Обґрунтуйте, чи варто стримувати дітей від такої поведінки.
17. Політ нормальний. Існує кілька гіпотез походження польоту у птахів. Обґрунтуйте ту, яку ви вважаєте найбільш близькою до реальності.
18. Пластик. Щорічно у світі виробляють мільйони тонн пластику, який майже не деградує природним шляхом. Перед виробниками стоїть дилема: з одного боку, пластик, підданий біодеградації, втрачає необхідні товарні властивості, а з іншого — продукт, який не розщеплюється мікроорганізмами та створює проблему утилізації відходів. Запропонуйте способи вирішення цієї дилеми.
19. Страшні гриби. Деякі гриби синтезують дуже сильні отруйні речовини, що блокують роботу головних систем життєзабезпечення клітини (наприклад, аманітин, фалоїдин). Навіщо грибам така «страшна зброя»?
20. Неструктуровані білки. Згідно з класичним уявленням про просторову структуру поліпептиду, білки мають упорядковану конформацію (вторинну, третинну). Проте, існує чимало білків, які є неструктурованими або містять відносно довгі неструктуровані ділянки. Які функції виконують такі «неструктуровані» білки?

#### Фінальні питання
1. «ГМО» Оцініть ризики, пов'язані з культивуванням та використанням генетично модифікованої пшениці.
2. «Жираф» Чому в жирафа довга шия?
3. «Копропитання» Як спори копротрофних грибів знаходять свій субстрат?
4. «Клітинний аврал» Поясніть сутність вислову: «Клітина працює як фабрика з поламаним обладнанням та нетверезими робітниками».
5. «Засіб Макропулоса» Сучасна наука визначила декілька молекулярних механізмів, корекція яких могла б значно подовжити тривалість життя людини. Обґрунтуйте реалістичність такого припущення.
6. «Розумний і злий» Існує думка про наявність кореляції між рівнем розумового розвитку ссавців та їх агресивністю до представників інших видів. Обґрунтуйте ваше ставлення до цього твердження.
7. «Арахноанестезія» Отрута деяких павуків ефективно блокує больові рецептори. Чому до цього часу таку отруту не використовують як знеболювальний засіб?
8. «Тече річечка» Відомо, що річка Ганг є однією з найзабрудненіших річок у світі. Проте, існує вислів: «Цілющі води Гангу». Поясніть цей парадокс.

### XI ВТЮБ,Хмельницький,2012р.
1. Білок-нуклеотидна взаємодія. Взаємодіючи з нуклеїновою кислотою, білки можуть приєднуватися з боку як малого, так і великого жолоба. Поясніть чому транскрипційні фактори взаємодіють з ДНК майже винятково з боку великого жолоба?
2. Біогенетичний закон. Якою мірою біогенетичний закон є справедливим для одноклітинних організмів?
3. Ядерна трансляція. Усі звикли до думки, що трансляція відбувається в цитоплазмі, проте припускають, що біосинтез деяких білків здійснюється в ядрі. Чи є потреба в ядерній трансляції?
4. Хропіння. Чому той, хто хропить, сам себе не будить?
5. Інформаційна мережа. Жива матерія існує завдяки численним інформаційним процесам. Сформулюйте концепцію обміну інформацією в біосфері.
6. Антитіла. Чому власні антитіла не спричиняють імунну відповідь у організмі людини?
7. Фотодинамічна терапія. Чому фотодинамічна терапія, незважаючи на численні переваги, не стала панацеєю в лікуванні онкологічних захворювань?
8. Тривалість життя. Чому середня тривалість життя жінок на 5–7 років більша, ніж у чоловіків?
9. Неоцентромера. Відомо, що в разі втрати хромосомою центромерної ділянки на іншій послідовності ДНК цієї ж хромосоми може з'являтися неоцентромера — структура, що забезпечує утворення кінетохору, а отже, приєднання мікротрубочок веретена поділу. Який механізм утворення неоцентромери?
10. Бджолиний колапс. Останнім часом широкого розголосу набули відомості про так званий «бджолиний колапс». Виходячи з можливих пояснень цього явища запропонуйте шляхи його усунення.
11. Вторинні метаболіти. Вторинні метаболіти рослин — це «речовини розкоші» чи буденна необхідність виживання?
12. LUCA. Одна з «найгарячіших» дискусій у галузі філогенії живого стосується гіпотези LUCA (last unique common ancestor — останнього унікального спільного пращура). Ця дискусія розділила більшість філогенетиків на два табори: прихильників LUCA та його противників (останні віддають перевагу гіпотезі поліфілетичного походження всіх сучасних організмів). Оцініть ступінь обґрунтованості гіпотези «останнього унікального спільного пращура», спираючись на аналіз наявної доказової бази щодо можливих рис і властивостей LUCA.
13. Батьки й діти. Згідно із законами Менделя, гени комбінуються та передаються нащадкам незалежно. Проте, деякі гени працюють лише в тому випадку, якщо вони успадковані від батька, а деякі інші — якщо вони успадковані від матері. Яке біологічне значення такого «розподілу обов'язків»?
14. Нейтральні мутації. Частина мутацій належить до розряду нейтральних. Чи дійсно їх можна вважати нейтральними?
15. Захист рослин. Рослинам притаманні різні способи захисту від інфекційних захворювань. Які з цих способів, на Вашу думку, є найефективнішими?
16. Слабка сила. У чому полягає «слабкість» сильного промотора в генно-інженерному конструюванні?
17. Атавізм. Традиційно класичними прикладами атавізмів у людини вважають багатососковість, наявність «хвоста» та волохатість. Проте «хвіст» у Homo sapiens не має хребців, граничну межу «нормального» розвитку волосяного покриву в людини ніколи не встановлювали, а фенотипічно подібне до багатососковості явище шестипалості атавізмом не вважається. Яким чином можна довести, що певна ознака є саме атавізмом, а не чимось іншим (наприклад, вадою розвитку чи крайнім проявом норми реакції)?
18. Хітин. Як свідчить приклад грибів, хітин цілком успішно може утворювати каркасну основу клітинної оболонки осмотрофних організмів. Які зміни в будові клітин мають виникнути у квіткових рослин, якщо в клітинній оболонці целюлоза буде замінена на хітин?
19. Фоторецептори. Сітківка ока людини має близько 120 мільйонів фоторецепторів. При цьому людина розрізняє до 25 кадрів за секунду. Відомо також, що пропускна здатність оптичного нерва становить близько 9 МБіт/сек. Такої швидкості не може бути достатньо для безпосередньої передачі сигналів від усіх фоторецепторів одночасно. Запропонуйте механізми, з допомогою яких може здійснюватися передача даних від сітківки до мозку.
20. Стать у хламідомонад. У популярного модельного об'єкта — хламідомонади Рейнгардта, геном якого повністю секвенований, гаплоїдні клітини мають 17 хромосом; гени, що визначають статевий знак гамет (+ або –), локалізовані в 6-й хромосомі; мейоз зиготичний; стать визначається за сингамним типом. Проте в жодній із численних наукових публікацій, присвячених генетиці Chlamydomonas reinhardtii, не вказано підтип визначення статі (алельний, хромосомний, гапло-диплоїдний або будь-який інший). Обґрунтуйте Вашу точку зору щодо підтипу, до якого слід віднести визначення статі в цієї хламідомонади.

#### Фінальні питання
1. «Кольоровий зір» Відомо, що у ссавців здатність до кольорового зору забезпечують колбочки сітківки ока. Є відомості, що у деяких тварин в сітківці наявний лише один тип колбочок, проте ці тварини здатні до розрізнення кольорів. Запропонуйте фізіологічні механізми, які б пояснювали цю здатність.
2. «Запалення» Навіть при повній відсутності бактеріальної інфекції, поранення або травми можуть викликати запальні реакції. Які причини цього явища?
3. «Коров'ячий вплив» Як одомашнення корів вплинуло на різні популяції людей?
4. «Еволюція каріотипів» В процесі еволюції каріотипів хордових (зокрема це яскраво ілюструє еволюція хрящових риб) спостерігається зменшення кількості хромосом та збільшення їх розміру без суттєвої зміни кількості ДНК в клітині. Чому це вигідно?
5. «Колонії» Різні бактерії при культивуванні на поживному середовищі здатні формувати колонії різного типу, що є диференційно-діагностичною ознакою. Запропонуйте механізми за допомогою яких відбувається утворення колоній певної сталої форми.
6. «Безконтрольні досліди» У біологічних дослідах є проблема вибору правильного контролю. Інколи бувають як безконтрольні досліди, так і досліди, в яких контролі «притягнуті за вуха». Чому не для кожного досліду можна підібрати коректний контроль?
7. «Ківі-несучки» Доросла ківі за розміром не більша від курки, проте несе яйця у чотири рази більші від курячих (вони складають ¼ від маси тіла дорослого птаха). Чим зумовлений такий феномен?
8. «Статеві питання» Походження статевого процесу та виникнення статі: які причини і наслідки?

### X ВТЮБ,Рівне,2011р.
1. Легені планети. У науково-популярній екологічній літературі ліси часто називають легенями планети. Наскільки правильна й обґрунтована така назва?
2. Автотрофи. Телебачення часто демонструє людей, які начебто не харчуються, а використовують незвичайні джерела енергії. Якими дослідами можна підтвердити або спростувати цю інформацію?
3. Блондинки. У сучасній усній народній творчості досить багато уваги приділяється особливостям інтелекту блондинок. Чи можна дати біологічне пояснення цим особливостям?
4. Сучасний Мендель. Існує три закони Менделя, які є основою класичної генетики. А чи зможете ви сформулювати і запропонувати три головні закони молекулярної генетики?
5. Біологічна крадіжка. У природі відомі випадки, коли мікобіонт одного лишайника «краде» фотобіонта в іншого. До якого типу взаємодій між організмами можна віднести таку «біологічну крадіжку»?
6. Генотерапія. Розвиток молекулярної біології привів до появи у XXI столітті нового напряму терапії — генотерапії — та дискусій щодо ефективності й безпечності її використання під час лікування хвороб людини. Проаналізуйте всі «за» і «проти» використання генотерапії в медицині і зробіть висновок щодо доцільності впровадження цього методу терапії в практику.
7. Віяння Сходу. Останнім часом особливо серед молоді набула популярності культура куріння кальяну. Причому повідомляється про цілковиту безпечність такого куріння в порівнянні з «класичним» палінням цигарок. Чи дійсно використання кальяну є таким безпечним, як про це говорять, і в чому його шкідливість у протилежному випадку?
8. Зворотня трансляція. 2001 року японський учений Масаюкі Насімото експериментально встановив можливість зворотньої трансляції. Зворотня трансляція стала можливою завдяки штучно синтезованій молекулі РНК, яка впізнає амінокислоту аргінін та приєднує до іншої молекули РНК кодон АГГ, який кодує цю амінокислоту в разі прямої трансляції. У природі до цього часу такий механізм не виявлений (не помічений — авт.). Де його потрібно шукати та яку роль він може (або міг) відігравати у функціонуванні організмів та в еволюції біосфери?
9. Еволюція факторів еволюції. Як змінюються з часом механізми еволюції?
10. Найкращий Homo. Вид Homo sapiens сформувався приблизно 180—200 тис. років тому. Тривалий час він співіснував на нашій планеті з іншими видами роду Homo. Проте йому вдалося всіх їх витіснити й залишитися єдиним представником роду — «найкращим Homo». Але приблизно 80-100 тисяч років тому кількість особин Homo sapiens різко зменшилася і вид знаходився на межі вимирання. Якби нашому виду не вдалося пережити цей критичний період, то хто з наявних на той час видів роду Homo, на вашу думку, зміг би витіснити інші й стати «найкращим Homo»?
11. Альтернативні коні. З допомогою коня до початку технічної ери людство достатньо ефективно розв'язувало багато проблем у сферах транспорту, сільського господарства та військової справи. Але до приручення коней люди на них досить інтенсивно полювали. Якби людство винищило коней раніше, ніж змогло приручити, які б тварини змогли стати «альтернативними кіньми»?
12. Геномні втрати. Популярним прикладом опису втрат значної частини геному в клітинах є циклопи, у яких в соматичних клітинах функціонує лише 7 % загального геному статевих клітин, решта піддається видаленню. Чому такі явища стають вигідними?
13. Сила думки. У літературі різної направленості (науково-фантастичній, популярній, містичній) досить часто описують керування оточенням людини «силою думки». Протягом останніх років у засобах масової інформації з'являються відомості, що вчені зробили суттєвий прорив у дослідженні можливості керувати різними пристроями за допомогою розумових зусиль (без фізичного впливу), а деякі журналісти дійшли висновку, що ця технологія невдовзі дасть інструмент для читання думок. Чи є наукове підґрунтя в таких новин і які перспективи розвитку цього напряму досліджень?
14. Нервові системи. Відомі різні типи організації нервової системи тварин: дифузна, кілька вузлових (гангліонарних), трубчаста. Охарактеризуйте їх переваги й недоліки.
15. Експресивний мозок. У клітинах головного мозку експресується близько 200 тис. різноманітних мРНК, що в 10-20 разів перевищує цей же показник для клітин інших органів (наприклад, печінки або нирок). Із чим це може бути пов'язано?
16. Парадокс геному дафнії. Геном дафнії просеквеновано. Установлено, що кількість генів (31 тис. генів) набагато більша, ніж у ссавців (у людини — 23 тис. генів). Чим можна пояснити таке збільшення кількості генів?
17. ПЛР. Відомо, що під час полімеразної ланцюгової реакції успішна ампліфікація потрібної послідовності нуклеотидів потребує експериментального підбору концентрації ДНК-мішені. При цьому в одних випадках для успішної ампліфікації зразок із ДНК-мішенню слід розводити, в інших, навпаки, концентрацію ДНК у зразку доводиться підвищувати. Чим, на вашу думку, пояснюється така залежність успішної ампліфікації від концентрації ДНК-мішені?
18. Продихи. Що, на вашу думку, може відбуватися з продиховим апаратом у рослин-регенерантів у культурі in vitro?
19. Моновидова екосистема. Запропонуйте структуру та механізм функціонування екосистеми, яка б складалася лише з одного виду живих організмів.
20. Котяча дискримінація. Як відомо, собачі й котячі можуть мати бліх. Водночас воші можуть паразитувати лише в собачих, а в котячих їх немає. Поясніть причини цього феномену.

#### Фінальні питання
1. Іншомовці. Мова є одним з найважливіших надбань людини, без якого виживання виду може бути проблематичним. Проте, окремі особини нашого виду цілком здатні існувати навіть у випадку коли їх мовний апарат не функціонує. Запропонуйте не менше двох структур нашого організму які можуть забезпечити функції спілкування у випадку втрати H. sapiens голосового апарату верхніх дихальних шляхів.
2. Кукурудза. Один з трьох основних сільськогосподарських видів людства — кукурудза. Яке вона має походження: природне чи штучне. Відповідь обґрунтуйте.
3. Іонізуюче випромінювання. Лабораторні дослідження показують, що однакові дози іонізуючого випромінювання викликають у клітинах різних тканин приблизно однакову кількість пошкоджень генетичного матеріалу. Чому тоді існує явище варіації тканинної радіочутливості.
4. Парк минулих часів. У романі й однойменному фільмі «Парк Юрського періоду» описується створення парку розваг із живими динозаврами. Для вимерлих тварин яких епох сучасні досягнення в галузі біології дозволять створити подібний парк.
5. Клітинний поділ. За якими ознаками можна визначити тип подальшого клітинного поділу, якщо плоїдність вихідної клітини описується формулою 2n4c.
6. Коники. В першій групі рослин частина листя була з'їдена кониками, а в другій таку саму частину відрізали ножицями. З'ясувалось, що швидкість відновлення листя вище в першій групі. Поясніть це явище.
7. Без води. Зазвичай, перший крок пошуків життя у Всесвіті полягає у знаходженні води. А Ви можливе існування життя у безводному середовищі?
8. Плоїдність. Поліплоїдія на організменому рівні в Покритонасінних — поширене явище. А у ссавців є летальною на ранніх ембріональних стадіях. Поясніть причини такої розбіжності.

### IX ВТЮБ,Чернівці,2010р.
1. Біологічна боротьба Останнім часом усе більшої популярності набувають методи біологічної боротьби зі шкідниками та різноманітними патогенними організмами. Запропонуйте п'ять постулатів теорії біологічної боротьби з вірусами.
2. Дихання чи бродіння? У чому біологічний сенс процесу бродіння у рослин, адже процес дихання енергетично вигідніший, ніж бродіння?
3. «Перевертні» Для багатьох міфічних істот (вампірів, драконів тощо) існують або існували реальні прототипи у природі. А чи можна когось у природі називати перевертнями?
4. Бути чи не бути Розвиток генної інженерії відкрив широкий шлях до створення генетично модифікованих рослин. Під час визначення ступеня ризику в разі використання таких організмів думки вчених розділилися. Одні вважають трансгенні рослини безпечними, інші — небезпечними. Обґрунтуйте Вашу точку зору щодо цієї проблеми.
5. Імунітет Ми звикли вважати, що функція імунітету — захист від генетично чужорідної інформації — виникла, перш за все, як засіб боротьби з екзогенними інфекційними факторами. Проте, існує й інша гіпотеза, згідно з якою еволюційно первинною функцією імунітету був захист від ендогенних генетичних змін. Яка з цих точок зору є, на вашу думку, найбільш обґрунтованою?
6. Терраформування Венери Уявіть, що ООН оголосила конкурс проектів перетворення венеріанської атмосфери на атмосферу земного типу з допомогою живих організмів. Зробіть коротку презентацію головних ідей свого проекту для цього конкурсу.
7. Пити чи не пити? Останнім часом усе більшої популярності серед молоді набувають так звані безалкогольні енергетичні напої. Спрогнозуйте, чого слід очікувати в разі тривалого й частого їх уживання.
8. Статеве питання Як навчає підручник біології, статеве розмноження є необхідним для збільшення різноманіття нащадків. Чому ж тоді природа обмежилася лише двома статями, а не трьома чи п'ятьма, хоча в такому випадку можливе різноманіття було б набагато більшим?
9. За чи проти динозаврів? Предковою групою птахів часто називають динозаврів. Проте, багато вчених не погоджуються із цією точкою зору. Спробуйте аргументовано довести чи спростувати цю теорію.
10. Еволюція геному Якими шляхами могла б відбуватися еволюція геному, якби процес зворотної транскрипції був відсутній?
11. Ядерна війна У науково-популярній літературі трапляється твердження, що у випадку ядерної війни на планеті виживуть лише бактерії, таргани та віруси. Дайте науково обґрунтовану оцінку такого прогнозу.
12. Сон у рослин У тварин сон відіграє важливе значення у підтриманні нормального фізіологічного стану. Яке явище або процес у рослин можна, на Вашу думку, вважати найближчим аналогом сну?
13. Релікти На планеті є реліктові організми. Наприклад, гінкго дволопатеве, поширене в південно-східній Азії, без істотних змін проіснувало приблизно 400 млн років, наутилус — 500 млн років у Тихому океані, гатерія — 600 млн років у Новій Зеландії. Яким чином природній добір та інші чинники еволюції впливали на фенотип та генотип реліктових видів?
14. Вихід на суходіл Вважається, що основні групи тварин і рослин виникли у воді й лише потім захопили суходіл. Наземне середовище існування суттєво відрізняється від водного, тож перед усіма організмами постав однаковий ряд проблем. Порівняйте еволюційні стратегії розв'язання цих проблем у рослин і тварин?
15. «Друге коло» Зі сторінок шкільного підручника можна дізнатися, що риби мають лише одне коло кровообігу, в яке включено й зябра. На відміну від них наземні та вторинноводні хребетні — четвероногі — окрім головного кола кровообігу мають ще й окреме легеневе. Запропонуйте та обґрунтуйте гіпотезу виникнення другого кола кровообігу.
16. Керівні форми Для пошуку деяких корисних копалин геологи використовують певні види рецентних рослин. Чи можна запропонувати подібний метод на основі певних видів рецентних тварин?
17. Хімічне чуття В організмі людини є дві системи, які здатні розрізняти дуже велику кількість хімічних речовин, — це нюхова сенсорна система та імунна система. Надзвичайно широкий спектр речовин, які можуть бути ідентифіковані цими системами, обумовлений суттєвою варіативністю рецепторних молекул. Проте механізми формування такої варіативності в цих двох системах є різними. Який із цих механізмів є більш ефективним?
18. «Парадокси геному» Нещодавно в науковій літературі з'явилась інформація про те, що в сумарній РНК очищених вірусоподібних часток, виділених з вищих рослин, було виявлено гени вірусів водоростей, бактерій і хребетних тварин. Запропонуйте можливе пояснення цього феномену.
19. «Загадка діатомей» Аналіз повної нуклеотидної послідовності двох видів діатомових водоростей показав наявність у їх геномах близько 9 % бактеріальних генів, не пов'язаних з геномами попередників мітохондрій і пластид. З іншого боку, було показано, що в аксенічних культурах тих же діатомових водоростей порушуються нормальні процеси формування панциру та зовнішніх слизових структур. Запропонуйте гіпотезу, яка б пояснювала зв'язок між наявністю бактеріальних генів і нормальним морфогенезом панциру та слизу в діатомових.
20. «Свинячий грип» Завершення попереднього турніру співпало з оголошенням в Україні епідемії так званого Каліфорнійського грипу. Виходячи з прогнозів можливих наслідків епідемії, проаналізуйте адекватність та ефективність рекомендованих профілактичних заходів.

### VIII ВТЮБ,Донецьк,2009р.
1. «Загадка вугра» Як відомо, вугор європейський належить до групи прохідних риб. У середині минулого століття в озеро Світязь (Волинська область) випустили його молодь. Незважаючи на те що зариблення вугром протягом тривалого часу після його інтродукції не відбувалося, вугор в озері не перевівся, його постійно виловлюють рибалки. Поясніть, чому світязька популяція вугра не зникає?
2. «N-парадокс» На початку геномної ери активно дискутувалося питання про С-парадокс, за яким розмір генома не завжди відображає фенотипічну складність організму. Відповідь на це питання дало з'ясування структури генома. У той же час, під час секвенування повних геномів багатьох організмів був виявлений N-парадокс, сутність якого полягає в різній фенотипічній складності організмів з однаковою кількістю генів. Яке рішення щодо цього нового парадоксу Ви можете запропонувати?
3. «Невловима рівновага» Величезна кількість видів має визначення статі за типом XY. Якщо виходити з того, що хромосоми під час мейозу розподіляються незалежно, то співвідношення статей після народження має бути 1:1. Проте в природі ми спостерігаємо у таких видів різноманітні співвідношення статей, відмінні від 1:1. У чому причина такого феномену?
4. «Геном людини» Нещодавне повне розшифрування генома людини відкриває багато позитивних і негативних перспектив. Порівняйте їх і спрогнозуйте можливий розвиток подій у біології та медицині.
5. «Вторинна пластида» У чотирьох філ рослин (криптофітові, гаптофітові, динофітові та хромофітові водорості) пластида походить від багрянки, яка внаслідок вторинного ендосимбіозу була трансформована в цей компартмент. Після встановлення цього факту між ботаніками, мікологами та зоологами спалахнула дискусія: чи був такий вторинний ендосимбіоз одноразовим, чи мав місце окремо в кожній з наведених філ. Чим би міг зацікавити один з варіантів розв'язання цієї дискусії медиків та фармакологів?
6. «Ботулізм» Відомо, що збудник ботулізму є анаеробним організмом, а його токсин викликає захворювання, яке веде до прогресуючого правця, що в більшості випадків спричинює смерть через зупинку дихання. Спираючись на механізм дії ботулотоксину, запропонуйте можливе застосування цієї речовини в медичній практиці.
7. «Африка» Під час колонізації Північної Америки цілі поселення індіанців вимирали від захворювань, завезених європейцями. Причому це стосувалося хвороб, які для самих колонізаторів не завжди були смертельними. Чому такого не відбулося під час освоєння європейцями Африки?
8. «Суходольний кит» Переважна більшість ссавців веде наземний спосіб життя. Повністю водними ссавцями стали лише китоподібні. На основі моделі ситуації, за якої китоподібні знову повернулися б на сушу, опишіть таких тварин.
9. «Комахоїдство» Гетеротрофний тип живлення притаманний комахоїдним рослинам як доповнення до основного — автотрофного. «Комахоїдство» — це біологічне минуле чи біологічне майбутнє?
10. «Китайські палички» Одним з головних шляхів пошуку причинних зв'язків між тими чи іншими природними явищами є дослідження кореляцій між різними параметрами. Проте відомо жартівливий приклад під назвою «ефект китайських паличок», який наочно демонструє, що кореляція та причинний зв'язок — це не одне й те саме. Суть цього «ефекту» полягає в тому, що між чорним кольором волосся та вправністю в користуванні паличками під час їжі існує значна та достовірна позитивна кореляція, попри те, що колір волосся на вправність аж ніяк не впливає та від неї не залежить. Спираючись на конкретні приклади, запропонуйте методи, які б Ви використали, щоб довести, що досліджувані Вами біологічні параметри дійсно залежать один він одного, а не лише скорельовані.
11. «Паштет з гусячої печінки» У відомому оповіданні фантаста й біохіміка А. Азімова «Паштет з гусячої печінки» було описано певну проблему. Суть її в тому, що існує одиничний екземпляр тварини, якому притаманні унікальні властивості. Учених цікавлять механізми цієї властивості. Методи дослідження, за яких організм залишається живим, результатів не дали. Гострий експеримент поставити не можна через те, що обстежуваний організм є унікальним та існує в одному екземплярі. Чи існують наразі біологічні методи, не відомі А. Азімову в 1956 році, з допомогою яких можна дослідити таке явище?
12. «Травматична репарація» Відомо, що здатність організму до травматичної репарації є більшою в низькоорганізованих багатоклітинних організмів. Здавалося б, здатність відновлювати втрачені частини тіла та органи повинна бути адаптивною для виживання. Проте високоорганізовані тварини втрачають таку здатність. Чому ж у еволюційному процесі не відбулося закріплення здатності тварин до травматичної репарації?
13. «Перша п'ятірка» Уявіть собі, що Ви головний редактор біологічного журналу й Вам необхідно скласти п'ятірку найважливіших наукових відкриттів у біології та медицині, що відбулися у XX столітті. Запропонуйте Ваш варіант списку першої п'ятірки відкриттів. Свій вибір обґрунтуйте.
14. «Дрейф генів» Відповідно до сучасних уявлень, дрейф генів є одним з факторів еволюції. Змоделюйте хід еволюції за умов відсутності зазначеного фактора.
15. «Складний вік» Підлітковий період у житті людини є часом підвищеної конфліктності. У цей час підлітки часто ведуть себе агресивно. Вони постійно суперечать батькам та іншим дорослим, формують різноманітні угруповання та полюбляють шум, ритмічні рухи, нестандартний одяг і зачіски. Такий стиль поведінки був притаманний усім відомим культурам людини в усі часи. Тобто, скоріше за все, він обумовлений спадково. Поясніть, навіщо природному добору довелося таким чином суттєво ускладнювати нам життя.
16. «Жива істота?» Наразі знову відродилася дискусія: чи є віруси живими істотами? Обґрунтуйте Вашу точку зору.
17. «Аутсайдери» Які галузі сучасної біології перебувають у безнадійному занепаді й чому?
18. «Фізкультура» З початкових класів школи нам пропагують здоровий спосіб життя. Одним зі шляхів отримати здоровий організм є заняття фізкультурою і спортом. Проте мало хто намагається аргументовано пояснити, чому та як заняття фізкультурою позитивно впливає на людину. Дайте свої обґрунтування щодо корисного та/чи шкідливого впливу на організм фізичних навантажень.
19. «Марнотратство?» У 2005 році в журналі «Science» було опубліковано інформацію про те, що близько 63 % усіх послідовностей генома миші транскрибуються, хоча тільки 1-2 % являють собою послідовності, що кодують білки. Запропонуйте гіпотезу, яка пояснювала б доцільність такої колосальної трати ресурсів клітини на синтез непотрібної РНК.
20. «Чебурашка» Усім вам з дитинства знайомий образ мультиплікаційного героя Чебурашки. Користуючись описом його зовнішності, що наведений у мультфільмі, опишіть особливості екології виду, до якого належав Чебурашка.

#### Фінальні питання
1. «Нове плем'я» Далеко в горах під час перепису населення знайшли плем'я, в якому, за припущенням, є чимало наддовгожителів. Потрібно встановити їх вік, проте вчені не знають мови цього племені. Запропонуйте оптимальну методику швидкого визначення віку членів племені на основі сучасних технологій.

1. «Зло чи необхідність» К. А. Тімірязєв назвав транспірацію «необхідним злом для рослини». З Вашої точки зору, транспірація у рослин — це зло чи необхідність?
2. «Моновидова екосистема» Поясність можливості функціонування екосистеми, яка б складалася лише з одного виду живих організмів.
3. «Баран» В процесах терморегуляції у ссавців чільне місце займають потові залози. Проте, собакам приходиться висовувати язик через те, що їх тіло вкрите шерстю. Як здійснює терморегуляцію баран, якщо відомо, що він не висовує язик, а шерсть у нього більш густа, ніж в собаки?
4. «Кольоровий зір» Запропонуйте схему експерименту, який дозволив би визначити наявність чи відсутність у досліджуваної тварини кольорового зору.
5. «Адвентивні види» За останні сто років історії людства потоки товарів, вантажів, мігрантів зросли у десятки разів. Чому при цьому кількість адвентивних видів не зросла пропорційно тому, як це було у попередній період?
6. «Кондор» Відомо, що робоча висота польоту кондора становить 8 км. Що, на вашу думку, дозволяє кондорові виживати на такій висоті?
7. «Ароморфози» Розглядаючи еволюцію хребетних тварин, як правило, звертають увагу на особливості будови основних систем органів. Чи були певні зміни у будові і діяльності нервової системи хребетних, які можна охарактеризувати як ароморфози?

### VII ВТЮБ,Новгород-Сіверський,2008р.
1. Онкогенез Одне з визначень онкогенезу — аномальне розмноження клітин, які втрачають при цьому диференціацію і виходять з-під контролю регулюючих систем організму. Онкогенна трансформація одноклітинних організмів невідома, проте вельми поширена серед багатоклітинних організмів. Чи має онкогенез певний біологічний сенс і є важливою еволюційною подією, чи його можна розглядати як помилку природи під час виникнення і розвитку багатоклітинних організмів?
2. Штучні тканини Одна з найсучасніших технологій, пов'язаних зі штучними аналогами тканин людини, базується на створенні та імплантації в організм гідрогелей. Зокрема за цією методикою створено штучну роговицю людського ока та штучну шкіру. Один із підходів у межах цього напрямку — імплантація культивованих клітин людини сумісно з гідрогелями. Які обмеження, з точки зору принципів організації та функціонування тканин, мають з'явитися на цьому шляху?
3. Велетенські прокаріоти Середні розміри клітин бактерій знаходяться в діапазоні 1-2 мкм. Проте відомо, що клітини Epulopiscium fishelsoni — симбіотичного прокаріотичного мікроорганізму, який було знайдено в кишечнику риби-хірурга,- мають лінійні розміри 80-600 мкм. Це, на перший погляд, суперечить деяким фундаментальним парадигмам щодо біологічних особливостей прокаріот, пов'язаних із розмірними характеристиками клітин. Запропонуйте пояснення того, яким чином цей вид та інші велетенські прокаріоти забезпечують свою життєдіяльність, «обходячи» відомі для прокаріот функціональні обмеження, пов'язані з розмірами клітин.
4. Голонасінні-довгожителі Вік секвої вічнозеленої може становити понад 2 тис. років, секвоядендрону, або мамонтового дерева, — до 3-4 тис. років. І це ще далеко не всі приклади дерев-довгожителів серед голонасінних. Яким чином цим деревам-довгожителям вдається зберігати свої меристематичні клітини живими протягом такого довгого часу?
5. Соціальні комахи Зі сторінок шкільного підручника ми дізнаємося, що до соціальних комах відносять представників лише двох рядів цього класу. Чому представникам цих двох рядів удалося стати «соціальними», а представникам інших — ні?
6. Вихід з криптобіозу Відомо, що лишайники здатні переносити відсутність вологи тривалий час — днями, місяцями, а інколи навіть роками. Проте за наявності навіть короткочасного «вологого» періоду вони стрімко відновлюють свою вегетацію. Які, на вашу думку, механізми забезпечують швидке поглинання води сухими лишайниками?
7. Термофільні білки Відомо, що чимало білків виконують свої функції у клітині завдяки певній третинній та четвертинній структурі, яка має властивість порушуватись за підвищення температури (явище денатурації білків). Водночас деякі організми розвиваються за температури, близької до температури кипіння води за нормальних умов. Як пояснити феномен функціонування білків у таких організмів за таких умов?
8. Метагенетика Сьогодні активно обговорюється проблема форм життя, що не культивуються (зокрема мікроорганізмів), які вегетують за низької температури (від -20 °С та нижче) в умовах вічної мерзлоти. Сформулюйте та обґрунтуйте гіпотезу, яка б пояснювала можливі механізми реалізації генетичної інформації за даних умов, у першу чергу — за такої температури.
9. Аномальна матриця Класична догма молекулярної біології стверджує, що із дволанцюгової молекули ДНК інформація або переписується на нову дволанцюгову ДНК (реплікується), або переписується на одноланцюгову матричну РНК (транскрибується), з якої далі транслюється у білок. Чому, на вашу думку, існують стратегії, за яких матрицею для синтезу нової геномної дволанцюгової ДНК виступає РНК?
10. Неотенія За А. Кестлером, неотенія — це відступ назад, для того, щоб стрибнути вперед. Існує гіпотеза, що людина — це неотенічна форма приматів. Доведіть чи спростуйте цю гіпотезу.
11. Бачити по-різному Різні тварини (включаючи людину) не однаково бачать різні кольори. Ця властивість закріплена генетично. Яке функціональне значення має різне сприйняття кольору різними видами тварин?
12. Біотехнологія та металургія Розглядаючи металургію в різних масштабах, можна виокремити такі проблеми, як дороге очищення і багатостадійність процесів. На сьогоднішній день спостерігаються спроби частково розв'язати ці проблеми за допомогою біологічних об'єктів (наприклад використовувати асцидій як сировину та концентруючий агент під час отримання ванадію). Проте за подібних підходів сам об'єкт під час технологічного процесу знищується. Запропонуйте метод одержання металів за допомогою біологічних об'єктів, який залишав би організм живим після завершення технологічного циклу отримання металу.
13. Болюче питання У сенсорній фізіології існує поняття специфічного (адекватного) подразника. Наприклад, для зорового аналізатора адекватним подразником є електромагнітні коливання певної частоти. Водночас існує сенсорна система, для якої такого поняття не існує — больова, або ноцицептивна. Які чинники спричиняють виникнення больового відчуття?
14. Проблеми екології Господарська діяльність людини майже завжди призводить до забруднення навколишнього середовища, а також до небажаних змін у природних екосистемах та біосфері в цілому. Не дивно, що прогресивне людство переймається проблемами розробки та впровадження у практику «екологічно-дружніх технологій» (англ. environment-friendly technologies). Спираючись на аналіз успіхів та поразок на цьому шляху за останні 50 років, поясніть, у чому полягають головні проблеми, пов'язані з упровадженням подібних технологій?
15. Змістовна безглуздість Багато дій людей, на перший погляд, виглядають безглуздими як із біологічної, так і з соціокультурної точки зору. Наприклад, чимало Homo sapiens чухають потилицю, коли замислюються. Інший приклад: діти (а інколи й дорослі), висолоплюють язика, коли старанно щось роблять. Використовуючи інші відомі вам «позбавлені сенсу елементи поведінки» та спираючись на положення фізіології та етології, поясніть, із чим пов'язані такі дії?
16. В-хромосоми Відомо, що число хромосом та їх морфологія (каріотип) — це стала ознака виду або клітинних типів у межах виду. Проте описані випадки наявності в «деяких клітинах деяких організмів з деяких популяцій» додаткових, численних, необов'язкових для цього виду хромосом — так звані В-хромосоми. Запропонуйте механізми походження таких хромосом та їх можливу роль в еволюції каріотипів.
17. Руді на межі вимирання Досить часто в пресі з'являються твердження на кшталт: «Руді зникнуть з лиця Землі до дві тисячі …надцятого року». Як головний аргумент автори цих прогнозів наводять дані про те, що алель, який обумовлює рудий колір волосся, є рецесивним стосовно всіх інших алелів цього гена. На підставі засад авторів прогнозу зникнення рудих запропонуйте модель зовнішнього вигляду середнього Homo sapiens через 150—200 років та проаналізуйте обґрунтованість цієї моделі з точки зору генетики.
18. Судинний ендотелій Відповідно до однієї з точок зору, судинний ендотелій є функціональною залозою, яка опосередковує дію різних біологічно активних факторів. Спираючись на приклади реакцій організму, в яких бере участь судинний ендотелій та на сучасне поняття про залози внутрішньої секреції, обґрунтуйте свою позицію щодо наведеної вище точки зору.
19. Позиційна інформація Наприкінці 60-х років Льюїс Вольперт для пояснення механізмів диференціації клітин та регуляції органогенезу в процесі розвитку ембріону запропонував гіпотезу «позиційної інформації». Ця гіпотеза привернула увагу інших дослідників після того, як Френсіс Крік зробив розрахунки параметрів, за якими ця гіпотеза могла б бути працездатною. У якому стані, на вашу думку, перебуває зараз гіпотеза позиційної інформації, з огляду на сучасні уявлення щодо механізмів регуляції ембріогенезу та міжклітинних взаємодій?
20. Шукаємо йєті Йєті, снігова людина, алмаст — цими та іншими іменами називають загадкову людиноподібну істоту, яку спостерігали в різних куточках світу. Проте неспростовних доказів її існування немає й досі. Запропонуйте власний спосіб відшукування таких доказів.

#### Фінальні питання
1. «Хвороботворних немає!» Спрогнозуйте можливі шляхи розвитку людства за умови повного знищення на Землі усіх без винятку хвороботворних бактерій.
2. «Кишечний расизм» У представників північних географічних рас багатьох ссавців товстий кишечник довший, ніж у південних. Який біологічний сенс цього феномену?
3. «Антарктида» За останні роки в Антарктиді з'явилося багато нових видів. З чим це пов'язано, і чи не призведе це до екологічної катастрофи?
4. «Великий геном» У еукаріот порівняно з прокаріотами середній розмір геному збільшується від 104 до 108−1012 пар нуклеотидів. Великий геном — це добре чи погано?
5. «Гомеопатія» Запропонуйте можливі механізми лікувальної дії гомеопатичних препаратів.
6. «Агроекологія» «Біологічні методи боротьби зі шкідниками та бур'янами екологічно є нейбезпечнішими». Доведіть або спростуйте це твердження.
7. «Еволюціонуємо?» Які форми природного добору діють на сучасну людину?
8. «Центріолі» Одна з парадигм цитології стверджує, що центріолі відіграють важливу роль в організації цитоскелету, формуванні веретена поділу, джгутиків і війок, визначенні полярності клітин. А як реалізуються такі функції в клітинах, які їх не мають?

### VI ВТЮБ,Канів,2007р.
1. Скіфська отрута. У першому тисячолітті до нашої ери на півдні України жили племена скіфів. З історичних джерел відомо, що в бою вони часто використовували стріли, змащені якоюсь отрутою органічного походження. Запропонуйте свій рецепт «скіфської отрути», яку можна було б виготовити, використовуючи живі організми, які жили на території України в ті часи.
2. Хатинка. Багато які з одноклітинних організмів носять свої «хатинки» на собі. Вони можуть бути виготовлені з різних матеріалів. У ході еволюції живих організмів «мода» на матеріали для «хатинок» змінювалась. У ті чи інші геологічні епохи переваги отримували вапняні, органо-мінеральні, кремнеземові або інші матеріали. Які, на вашу думку, матеріали для подібних «хатинок» мають на сьогодні найкращі еволюційні перспективи?
3. Критерії галофільності. Під час класифікації видів по відношенню до фактору солоності, межа між прісноводними видами, з одного боку, та галофільними у широкому розумінні (солонувато-водними, морськими та гіпергалійними), з іншого, проходить по солоності 7 проміле. Наскільки, з біологічної точки зору, є обґрунтованим саме таке порогове значення солоності для розмежування прісноводних та галофільних гідробіонтів?
4. Поділ мітохондрій. Поділ мітохондрій морфологічно нагадує поділ бактеріальних клітин та пластид, але на біохімічному та генетичному рівні має ряд суттєвих відмінностей. Наприклад, у мітохондріях справжніх грибів та багатоклітинних тварин відсутній близький до тубуліну цитоскелетний білок FtsZ, який у архебактерій, абсолютної більшості справжніх бактерій та в пластидах забезпечує утворення та ріст борозни поділу. Користуючись наявними фактичними даними щодо поділу мітохондрій та аналогіями щодо поділу прокаріотичних клітин та пластид, запропонуйте вашу модель механізму поділу мітохондрій.
5. Походження грибів. За однією з гіпотез (т. зв. «флоридейна» гіпотеза), справжні гриби походять від спільного з червоними водоростями автотрофного пращура. За іншою (т. зв. «хітридіальною» гіпотезою), вищі гриби походять від гетеротрофного пращура, спільного з хоанофлагелятами та багатоклітинними тваринами, і безпосередньо з червоними водоростями не споріднені. Обґрунтуйте вашу позицію щодо гіпотези походження грибів.
6. Ціанофіти чи ціанобактерії? «Так, вони прокаріоти і належать до справжніх бактерій. Але підпорядковувати їх видові назви Міжнародному Кодексу Номенклатури Прокаріотів ми поки що не згодні», — заявляє Міжнародний Комітет Ботанічної Номенклатури. «Ми дозволяємо використовувати щодо них Міжнародний Кодекс Номенклатури Бактерій, але жодної видової назви ціанобактерій ми поки що не визнаємо», — заявляє Міжнародний Комітет із Систематики Прокаріотів. Чому, на вашу думку, незважаючи на спільні погляди щодо природи цих організмів, ботаніки не згодні «віддати», а мікробіологи не згодні «прийняти» синьо-зелені водорості / ціанобактерії під керування Міжнародного Кодексу Номенклатури Бактерій?
7. Проблема вівці Доллі. Вівця Доллі була одержана клонуванням з генетичного матеріалу соматичних клітин дорослої тварини. Чи стала вівця Доллі повноцінною твариною — такою ж, як мільйони її одновидових «сестер»?
8. Доставка за призначенням. У медицині існує проблема прицільної доставки ліків до окремої ураженої хворобою ділянки тіла. З допомогою ін'єкцій, електрофорезу, інгаляцій тощо ліки неодмінно потрапляють у рідини внутрішнього середовища і розходяться по всьому організму. Іноді це небажано і навіть небезпечно. Запропонуйте власні способи такої доставки, які могли б максимально унеможливити доступ ліків до здорових частин тіла.
9. Походження вірусів. Існує багато гіпотез виникнення вірусів на Землі. Кожна з них має своїх прихильників та противників. Запропонуйте найбільш вірогідну та науково обґрунтовану, з Вашої точки зору, гіпотезу виникнення та розвитку вірусів на нашій планеті.
10. Хвостові плавці. Більшості водних тварин (риб, плазунів, ссавців) притаманна обтічна форма тіла. Крім того, у них розвинулись різні види керма, які забезпечують рух тіла у різних площинах. Хвостовий плавець може мати рівні за розміром лопаті, інколи верхня лопать більша за нижню, інколи — навпаки. Сформулюйте гіпотезу, яка пояснює причини виникнення різних планів будови хвостових плавців (приклади обов'язкові).
11. Чоловіча стать. У людини Y-хромосома так деградувала, що постає закономірне запитання: а якщо вона взагалі зникне, то якими будуть наслідки?
12. Колесо. Здавна вважали, що винахідником колеса була людина. Але виявилось, що принцип колеса живі істоти використовували ще задовго до появи нашого виду. Поясніть, у якому випадку використання цього принципу живими організмами виявилось найбільш ефективним.
13. Прямоходіння. До початку ХХІ ст. більшість учених вважали, що розвиток прямоходіння у перших гомінід був пов'язаний із їхнім переходом до життя в умовах саван. Але зроблені протягом кількох останніх років аналізи решток найдавніших зі знайдених гомінід показують, що харчувалися вони не в саванних, а в лісових екосистемах. Запропонуйте й обґрунтуйте гіпотезу, яка пояснює це явище.
14. Походження наземних хребетних. Існують дві альтернативні гіпотези походження тетрапод — монофілетична та поліфілетична (дифілетична). Кожна з них має свою систему доказів. Використовуючи дані морфології, палеонтології та генетики, обґрунтуйте ту точку зору, до якої схиляєтесь ви.
15. З точки зору фізика. У лютому 1943 р. Е. Шредингер прочитав лекцію «Що таке життя з точки зору фізика», у якій запропонував ідею «аперіодичного кристалу» — сховища-хранителя генетичної інформації. У 1959 р. Р. Фейнман обґрунтував можливість збереження та обробки інформації атомними та молекулярними системами. У 1973 р. А. Авірам та М. Ратнер запропонували молекулярну систему, якою можуть тунелювати електрони. А що відбувається наразі та очікується у найближчому майбутньому?
16. Ефект свідка. Нещодавно в радіаційній генетиці був відкритий феномен, що дістав назву «ефект свідка» (bystander effect): інтактні клітини, які не підлягали опроміненню, але мали контакт з опроміненими клітинами в дослідах як in vivo, так і in vitro, чи з культуральним середовищем з-під опромінених клітин, починали демонструвати дуже високий рівень різних генних та хромосомних мутацій. Цей ефект проявлявся як за досить низьких, так і за високих дозах опромінення. Запропонуйте пояснення механізму цього феномену.
17. Кількість та якість. Багато років тому Т. Морган у «Наукових основах еволюції» зазначав: «У нас немає достатніх підстав припускати, що еволюція відбувається, перш за все, за рахунок збільшення числа генів у вищих форм… головну роль відіграє не кількість нових генів, що з'являються, а їх види». Висвітліть сучасний стан проблеми.
18. Парадокс гена. У біології, як це не парадоксально, немає точного визначення поняття «ген». У чому сутність цього парадоксу?
19. Їжа та біобезпека. У будь-якій їжі, що вживає людина, містяться нуклеїнові кислоти. Чому ж використання продуктів, отриманих із генетично модифікованих організмів, викликає у світі такий ажіотаж?
20. Чи варто бути багатоклітинним? Природня смерть організмів, як би це прозаїчно не звучало, вважають розплатою за багатоклітинність. Поясніть цю точку зору.

#### Фінальні питання
1. «Здоровий оптимізм» Чому оптимісти краще виліковуються?
2. «„Живі“ біоценози„ Деякі вчені розглядають біоценоз як своєрідний організм. Наскільки коректною є така точка зору?
3. “Стратегії захисту„ Існують різні стратегії захисту живих об'єктів — напад, втеча, маскування… Якої стратегії дотримуються компоненти системи імунітету та фактори, з якими вони борються?
4. “Лікувальні гельмінти» Лікування за допомогою гельмінтів — «за» і «проти».
5. «Внутрішньовидовий паразитизм» Чи існує внутрішньовидовий паразитизм? Обґрунтуйте вашу точку зору.
6. «Зір, слух, дотик» Відомо, що у людини всі органи чуттів тісно пов'язані між собою. Якщо людина втрачає зір, у неї покращуються слух і відчуття дотику. Але, якщо людина втрачає слух, покращення зору і тактильного чуття не спостерігається. Чому?
7. «Предок чи „спеціаліст“» Пойкілогідричні організми — це залишки предкової групи чи крайні «спеціалісти»?
8. «Комахи-довгожителі» У деяких організмів (наприклад, комах) при опромінюванні може спостерігатися збільшення тривалості життя. Поясніть цей феномен.

### V ВТЮБ,Херсон,2006р.
1. «Походження еукаріотів» Одні дослідники вважать, що еукаріоти походять від архебактерій, тоді як інші пов'язують їх походження із α-протеобактеріями. Якій з цих точок зору ви віддали б перевагу?
2. «Розпізнавання» Чому розпізнавання обличчя або голосу, які з легкістю здійснює наш мозок, дуже важко реалізуються при створенні комп'ютерних програм, хоча у виконанні математичних обчислень комп'ютери набагато обігнали нас?
3. «Біометрична ідентифікація» Чи є майбутнє у технологій біометричної ідентифікації людини? Якщо є, яким ви його бачите?
4. «Космічна їжа» Екіпажу з 6 людей в дворічну міжпланетну подорож треба взяти 5 тон консервованої їжі. Запропонуйте можливі відносно автономні способи забезпечення продуктами харчування під час тривалих експедицій.
5. «Музика» Музика супроводжує нас завжди, навіть тоді, коли ми ще не народилися. На акустичні та емоційні складові музики реагують багато ділянок мозку. Доведіть значимість музики для людини та інших організмів.
6. «Ліквідація інфекцій» Протягом всього ХХ ст.. лікарі працювали під гаслом «ліквідації інфекційних захворювань». На жаль, сьогодні стало зрозумілим, що все це ілюзії. Поясніть причини такого розчарування.
7. «Царство Protista» Деякі дослідники виділяють в системі організмів царство Protista, а інші відмовляють цьому таксону в праві на існування. Яка ваша точка зору щодо цього питання?
8. «Морські хижаки» Серед хрящових та кісткових риб у різні геологічні епохи було багато досконалих морських хижаків. З розвитком наземних хребетних амфібії, різні групи рептилій, ссавці та птахи верталися в моря та перетворювалися на успішних конкурентів великих хижих риб. Чому чотириногі змогли потіснити риб «на їх території»?
9. «Розумові здібності» «Оптимісти» вважають, що наші розумові здібності є продуктом виховання, а «песимісти» твердять про їх визначення генами. Поясніть ваше відношення до проблеми формування розумових здібностей.
10. «Кембрійський візит» Уявіть, що в середині кембрійського періоду на Землі побувала інопланетна експедиція. Який прогноз подальшого розвитку тваринного світу могли б дати фахівці цієї експедиції на підставі вивчення біоценозу, відомого нам як фауна сланців Берджес?
11. «Дикі предки і дикі нащадки» Чому потомство здичавілих домашніх тварин не відтворює точно особливості будови і поведінки своїх диких предків?
12. «Різнобарвні дракони» В одному з фантастичних романів описується планета на якій жили дракони різного кольору. Самиці драконів мали золоте або зелене забарвлення, а самці — бронзове, коричневе або синє. Відомо також про народження одного білого самця із нефункціонуючою статевою системою. Крім того, було відмічено, що при спарюванні золотих і бронзових драконів народжуються дракони з усіма можливими варіантами забарвлення. Яким може бути генетичний механізм успадкування забарвлення драконів, якщо припустити, що вони є тваринами, генетичний матеріал яких зосереджено у хромосомах, а стать визначається за допомогою статевих хромосом? Як зміниться рішення цієї задачі, якщо дракони будуть мати інший спосіб визначення статі?
13. «Штучний синтез» У зв'язку із ростом чисельності людей на нашій планеті виникає проблема нестачі білків у раціоні. Чи може бути вирішена у найближчий час ця проблема шляхом штучного синтезу білків?
14. «Антропогенез» Проаналізуйте фактор збільшення розміру групи у приматів в зв'язку з процесом антропогенезу.
15. «Бій з вірусами» Останнім часом все більше поширюються різноманітні вірусні хвороби. Що повинно робити людство щоб знизити ризик катастрофічних пандемій?
16. «Зимове листя» У деяких листопадних порід дерев (наприклад, у дуба звичайного) існують фенологічні форми, в яких відмерле листя восени не відпадає, а зберігається на гілках до весни. Запропонуйте і обґрунтуйте гіпотезу, яка пояснює існування таких форм.
17. «Мікозні проблеми» Мікроскопічні гриби за умови бездіяльності людини здатні заполонити будинки, знищити дроти, архітектурні пам'ятки, бібліотеки. І навіть у самої людини деякі види грибів викликають тяжкі захворювання. Чи можна запобігти небезпечного сусідства?
18. «Розвиток» Програма розвитку організму складається з пов'язаних між собою явищ двох типів — клітинного диференціювання і становлення просторової структури. Проаналізуйте механізми, які визначають просторове розташування частин органів.
19. «Регенерація» І рослини і тварини здатні різною мірою відтворювати втрачені внаслідок пошкодження клітини і органи. Запропонуйте пояснення цього явища.
20. «Ведмеді в Арктиці» Останнім часом спостерігається збільшення інтенсивності таїння льодових масивів у Північному льодовитому океані. У зв'язку з цим різко зменшуються площі придатні для полювання білих ведмедів, які переважно харчуються саме на льодових полях в океані. Чи зможе, на ваш погляд, вижити цей вид в тому випадку, якщо глобальне потепління призведе до практично повного зникнення льодового покриття в арктичних водах? Яким чином повинна зміниться стратегія виживання білих ведмедів для того, щоб вони змогли адаптуватися до таких умов?

### IV ВТЮБ,Львів,2005р.
1. «Нюхова чутливість». Першими лауреатами Нобелівської премії 2004 року стали вчені, які досліджували нюхову чутливість у людини. Поясніть механізми нюхової чутливості та актуальність цієї проблеми для людини.
2. «Ген алкоголізму». Знайдений ген алкоголізму (GABRAZ) розповсюджений в популяціях людей всього світу, але частота, з якою зустрічається ця хвороба у людей різних культур, різна. Поясніть це явище.
3. «Боязнь змій». У людей боязнь змій вважається вродженою поведінкою, але ж маленька дитина їх не боїться. Дитині показали змію, розповіли — дитина починає боятися. Начебто набута поведінка. Але ж, якщо дитині показати слона або будь-яку іншу тварину або річ, вона її панічно боятися (як більшість людей боїться змій) не буде. Поясніть цей факт (а може, й інші) у поведінці людей.
4. «Онтогенез». «Еволюція організмів супроводжувалася поступовим посиленням диференціювання і цілісності онтогенезу» (І. І. Шмальгаузен). Поясніть цю тезу.
5. «Гомологія». Археологи знайшли тіло мамута у льоді. Виникло питання — який ступінь гомології ДНК мамута і ДНК зараз існуючих слонів. Як можна отримати відповідь на це запитання і з якою метою це роблять? (Можна навести й інші приклади.)
6. «Походження людини». Останнім часом знайдено багато викопних рештків людини, зроблені цікаві роботи з лінгвістики. Як це впливає на концепції походження, еволюції і розповсюдження людини на Землі?
7. «Наркотики». Соціологічні опитування серед учнівської молоді України (див. Динаміка поширення тютюнопаління, вживання алкоголю та наркотичних речовин серед учнівської молоді України: 1995,1999, 2003 роки/ О. М. Балакірева, О. О. Яременко, О. Р. Артюх та ін.- К.: Державний інститут проблем сім'ї та молоді, 2003.- 174 с.) показали, що порівняно з показниками 1995 р. спостерігається збільшення частки тих, хто здійснює першу спробу вживання так званих легких наркотиків. Чому та які наслідки це може спричинити?
8. «Старіння». Виявлення механізмів старіння людини і виникнення злоякісних пухлин показало їхній взаємозв'язок. У чому він полягає і чи можна на практиці використати результати цих досліджень?
9. «Харчова поведінка». Чому чоловіка, який прийшов до дому голодний, треба спочатку нагодувати, а потім обговорювати з ним проблеми. Чи однакові механізми регулювання харчової поведінки у чоловіків і жінок?
10. «Поведінка рослин». У наш час дуже інтенсивно вивчаються механізми поведінки у тварин. Чи можна казати про поведінку у рослин?
11. «Бактеріальний портрет». Морфологічне різноманіття форм клітин у прокаріотів є меншим, ніж у еукаріотичних організмів. З чим це може бути пов'язано? Спробуйте визначити, яка форма (або форми) клітин у прокаріотів була вихідною і яким чином від неї утворилися інші форми.
12. «Еволюційна ініціатива». Неважко пояснити переваги статевого розмноження перед нестатевим. Але чому в багатьох групах, особливо у тварин, гермафродитні організми з перехресним заплідненням поступилися еволюційною ініціативою роздільностатевим видам?
13. «Середовище і людина». Біологічні особливості нашого виду сформувалися внаслідок пристосування до певного способу життя і певних умов середовища. Спосіб життя й умови середовища, які є характерними для нас сьогодні, зовсім інші. Чи впливає це яким-небудь чином на наші біологічні особливості?
14. «Відтворення інформації». Чи можна зберегти унікальність організму записавши його спадкову програму на CD або DVD-дисках?
15. «Цілісність рослини». У процесі еволюції у рослин розвиваються комунікації, які дозволяють цілеспрямовано і швидко передавати інформацію від однієї частини рослини до іншої, внаслідок чого кожна рослина є цілісною інтегрованою системою. У яких рослин та які механізми забезпечують формування такої цілісності?
16. «Екологічна думка». Прослідкуйте розвиток екологічної думки в останні десятиріччя. Чи можна, спираючись на це, розв'язати екологічні проблеми планетарного масштабу?
17. «Новини систематики». Автори деяких нових варіантів систематики об'єднують червоні водорості і гриби ооміцети в одну систематичну групу. Доведіть або спростуйте цю точку зору.
18. «Сила тяжіння». Уявіть ситуацію, коли сила тяжіння на нашій планеті збільшилась на 25 %. Яким чином до таких умов життя зможуть адаптуватися представники класу Ссавці?
19. «Колонії організмів». Колонії прокаріотів і колонії еукаріотів. Чим вони відрізняються та чи є у них загальні риси?
20. «Здорове харчування». Серед продуктів харчування рослинного і тваринного походження все частіше з'являються генетично модифіковані рослини, вирощені з використанням біостимуляторів та синтетичних засобів боротьби зі шкідниками. Свійських тварин, особливо птахів, з метою підвищення продуктивності підгодовують гормональними препаратами. Запропонуйте, з урахуванням цих фактів, власну концепцію здорового харчування.

### III ВТЮБ,Суми,2004р.
1. У засобах масової інформації з'являються повідомлення про все нові захворювання людини, що викликаються молекулярними інфекційними агентами. У зв'язку з цим прогнози щодо існування людства досить сумні. Висловите вашу думку з цього приводу.
2. Деякі вчені закликають припинити «бойові дії» проти хвороботворних бактерій і спробувати їх «врозуміти». Поясніть логіку боротьби проти бактеріальних хвороб, труднощі в її реалізації і можливі шляхи вирішення проблеми.
3. Розв'язання актуальної для всього світу проблеми ВІЛ/СНІДу пов'язують з його профілактикою шляхом корекції поведінки людини. Проаналізуйте позитивні та негативні сторони такого підходу.
4. Клітина, тканина, орган, система органів… Як узгоджується робота цих систем в організмі людини?
5. Агресивність, страх, підпорядкованість, ієрархія — природна система влади у багатьох тварин. Проаналізуйте це явище в природі й поясніть чи проявляються такі інстинкти у людини.
6. Відомо, що феромони є потужними регуляторами поведінки тварин. Поміркуйте, чи впливає на поведінку людини такий вид сигналізації?
7. Феномен «Мауглі» і намагання навчити розмовляти тварин відомі давно. Яка ваша думка з цього приводу? Чи можна навчити мові тварин, вирощених людиною, і людину, яка вирощувалась тваринами?
8. Яка форма шлюбних відносин природна для людини. Обґрунтуйте відповідь на основі аналізу такої поведінки у тварин.
9. Відомий письменник-фантаст Герберт Уельс у своєму романі «Війна світів» описував марсіанську флору червоною. У віршованих рядках Миколи Гумільова наведений такий опис рослин: «На далекой звезде Венере Солнце пламеней и золотистей, На Венере, ах на Венере, У деревьев синие листья». Як ви гадаєте, чи випадково автори обрали саме ці кольори рослин, що начебто існують у інших світах. Відповідь обґрунтуйте з точки зору сучасної фізіології рослин?
10. Дослідниками було встановлено, що листки герані реагують імпульсами електропровідності на руйнування власних тканин, на знищення живих безхребетних та культур тканин, якщо це здійснюється у безпосередній близькості до рослин. Запропонуйте гіпотезу, яка пояснює цей феномен.
11. Всім широко відомі пташині базари — колонії птахів, які гніздяться на островах. Місцеві жителі, які ведуть рибний промисел кажуть: «Хочеш бути з рибою, бережи птахів». Їм можна заперечити — більшість цих птахів живляться рибою, чим складають певну конкуренцію тим же рибалкам. Поясніть або спростуйте твердження місцевих рибалок.
12. На певному етапі еволюції тварин з'являється імунна система та імунна регуляція. Уявіть собі, що цього не сталося, та опишіть можливі наслідки.
13. Проблема харчування завжди бентежила людство. Спочатку ця проблема зводилась до номінального забезпечення людства продуктами харчування. В наш час населення розвинутих країн переживає справжній бум так званого «раціонального харчування». Пропонуються і впроваджуються різноманітні методики схуднення — від виключного вегетаріанства до, так званого, роздільного харчування, очищення організму від шлаків тощо. Які ви можете запропонувати аргументи «за» або «проти» вищезгаданих «теорій»?
14. Більша частина з 35 сучасних типів багатоклітинних тварин (так звані малі типи), включають менш 200 видів кожен. В той же час деякі типи включають багацько видів. Може, такий розподіл кількості видів за типами має випадковий характер, чи воно відображає якусь закономірність? Відповідь обґрунтуйте.
15. Дарвін вважав одним з найсерйозніших заперечень проти своєї теорії так званий «кошмар Дженкіна». У чому він полягає? Чи належить це заперечення історії, чи відображає проблему яка не знайшла загальновизнаного рішення. Обґрунтуйте свою точку зору.
16. Типові для еукаріотів складні багатоклітинні агрегати — «багатоклітинні організми» — клони нащадків однієї клітини. Найскладніші багатоклітинні агрегати, що утворені прокаріотами (ціанобактеріальні, строматолітоутворюючи мати) утворені угрупуванням клітин, які належать до багатьох видів. З якими особливостями клітин прокаріотів пов'язані ці відмінності?
17. Як впливає на живі організми рух континентальних плит. Уявіть, що він припинився. Як це відобразиться на земній біоті?
18. Деякі футурологи вважають, що люди в майбутньому перейдуть до вегетативного розмноження. На чому ґрунтуються такі прогнози, і чи справді на нас це чекає?
19. У багатьох фантастичних фільмів жахів монстрами досить часто виступають представники типу Членистоногі, які багатократно збільшені. Наприклад, у фільмі «Муха», зображена звичайна кімнатна муха, збільшена до розмірів хребетної тварини. Причому всі її функціональні можливості збережені: здатність до польоту, живлення напіврідкою їжею, трахейне дихання тощо. Навіть у космічних баталіях зображують агресивних прибульців у вигляді членистоногих. Чи можна назвати такі фільми науково-фантастичними? Спробуйте довести або спростувати таке міркування.
20. У шкільному курсі біології в 7 класі приділяється значна увага плоским та круглим ендопаразитичним червам. Мабуть, вже кожному школяреві відомо, що паразити є похідними від вільноживучих форм. Як отримують ендопаразити енергію у безкисневому просторі, яким, наприклад, є порожнина кишкового тракту? Поясніть, яким чином взагалі тварини отримують енергію у безкисневому просторі?

### I ВТЮБ,Суми,2002р.
1. В екологічному моніторингу водних угруповань провідне місце займає індикація рівня забруднення водойм. В останні роки певного поширення набули методи так званої біоіндикації. Їх суть полягає у використанні видової специфіки деяких трофічних ланок у водних екосистемах. Тобто, певні види мешкають лише при певному рівні забруднення. Проаналізувавши видовий склад таких видів-індикаторів, можна скласти досить об'єктивну картину рівня забруднення водойми. Найчастіше для цього використовують Найпростіших, а саме Війчастих. Поясніть, чому саме ця група є найбільш інформативною, адже тут мешкають i інші одноклітинні, Кишковопорожнинні, Черви, Молюски, Членистоногі, нарешті, Хребетні (Риби)?
2. Відомо, що людина походить від ссавців, що мають високий рівень метаболізму i теплокровні. Інша група тварин, наприклад, птахи, в цьому відношенні перевершують ссавців. Так, температура їх тіла сягає 40 — 41°С, вони зберігають активність в yci пори року i нічим не поступаються за складністю поведінки ссавцям. Чому ж птахи не еволюціонували в розумну істоту? Чи це ще можливе в майбутньому?
3. Уважно розгляньте фото сучасної людиноподібної мавпи. Вона дуже схожа на нас i відрізняється пропорціями тіла та масою головного мозку. Зусилля вчених — антропологів, психологів, лінгвістів — направлені на вивчення їх поведінки, засобів спілкування, рівня мислення тощо. Чому, як на вашу думку, всі спроби навчити мавпу розмовляти закінчуються невдачею? Адже ці ссавці найрозвинутіші серед представників класу після людини. Об'єм мозку може сягати 500—550 см3, що значно більше, ніж у будь-якої тварини. Вони ведуть суспільний cnoci6 життя, окрім орангутангів, швидко адаптуються до нових умов, виключно талановиті при дресируванні.
4. В історію назавжди вкарбувалися сумнозвісні приклади геноциду. Адольф Гітлер, у прагненні отворить «найвищу арійську расу», «вичищав» із суспільства спадково неповноцінних людей, спалюючи їх у крематоріях. Йосип Сталін, озброївшись комуністичною ідеологією, намагався перетворити суспільство на покорних рабів. Десятки мільйонів людей, більшість яких були інтелектуальною елітою нації, загинули у концтаборах. Та, на щастя, диктаторські режими зруйновано. Проаналізуйте генетичні наслідки цих геноцидів. Як будуть поводити себе популяції людей в наступних поколіннях щодо усунення диктатур? 3 чого ви виходили в своїх міркуваннях?
5. В ході еволюції для підвищення ККД еритроцитів, у ссавців ці форменні елементи крові набули специфічних ознак — вони мають форму подвійно ввігнутого диску, позбавлені ядра. Шкільні підручники стверджують, що це збільшує їх поверхню, що дозволяє переносити більшу кількість O2 та СО2 i сприяє підтриманню постійної температури тіла. У птахів еритроцити залишаються з ядрами, але температура тіла у них 41,2°С. Поясніть це протиріччя. Як в такому разі птахам вдається підтримувати таку високу температуру тіла?
6. Світовий рекорд у бiry на 100 м дорівнює 9,8 сек. Чи можливе встановлення нової серії рекордів на даній дистанції? Мотивуйте відповідь, базуючись на даних генетики та фізіології людини. Аналогічні прогнози можна запропонувати i для інших видів спорту — тієї ж легкої атлетики, важкої атлетики, велосипедному тощо.
7. Чим можна пояснити, що після аварії на ЧАЕС першою на підвищення радіаційного фону «зреагувала» щитоподібна залоза? Чому особливо страждали діти? Що пропонувала влада для пом'якшення негативного впливу випромінювання на людей? Оцініть ефективність таких пропозицій.
8. Зараз сумчасті живуть переважно в Австралії, а колись вони населяли всі материки. Вам необхідно дати пояснення кільком питанням: 1) Як давно це було? 2) Чому вони залишилися переважно в Австралії i зникли з інших континентів? 3) Як пояснити одночасну присутність сумчастих та плацентарних в Південній Америці?

## Офіційні правила турніру

### Загальні положення
Всеукраїнський турнір юних біологів (надалі Турнір) є командним змаганням з біології, який проводиться Міністерством освіти і науки, молоді та спорту України відповідно до Положення про Всеукраїнські учнівські олімпіади, турніри та конкурси. Турнір — це змагання школярів у формі рольової гри, що сприяє набуттю умінь розв'язувати складні біологічні проблеми, доповідати, формулювати твердження та захищати власну думку в наукових дискусіях.

### Учасники Турніру
У Турнірі можуть брати участь команди, що складаються з 3-5 учнів загальноосвітніх навчальних закладів України, команди, сформовані під орудою Малої академії наук, її регіональних відділень та інших навчальних закладів середньої освіти. Допускається формування збірних команд. Особовий склад команди не може змінюватися протягом Турніру. Команду очолює капітан, який є її офіційним представником. Команда супроводжується одним або двома керівниками. Команди повинні вчасно оформити заявки на участь в Турнірі та забезпечити вчасне надходження організаційних внесків.

### Оргкомітет, журі, експерт-консультант, ведучі та лічильна комісія Турніру
1. Склад оргкомітету, базовий склад журі та експерт-консультант призначаються Міністерством освіти і науки, молоді та спорту України. До складу журі входять фахівці різних галузей біології. Список ведучих та членів лічильної комісії формується та затверджується на спільному засіданні оргкомітету та журі до початку чвертьфіналів. У випадку форсмажорних обставин зміни особового складу можливі за рішенням спільного засідання журі та оргкомітету.
2. Члени журі розподіляються на групи Головою журі Турніру перед початком чвертьфінальних, півфінальних та фінального змагань. При цьому мають бути дотриманими такі правила:
  - кожна група повинна складатися не менш як з п'яти членів журі у чвертьфіналі, семи — у півфіналі та 15 — у фіналі;
  - кількість членів журі у різних групах повинна бути однаковою;
  - до складу однієї групи журі мають входити фахівці з різних галузей біології;
  - зміна складу групи членів журі під час проведення змагання не допускається. У разі неможливості когось з членів журі продовжувати роботу, його протокол вважається недійсним.

### Організація Турніру
1. Турнір проводиться за олімпійською системою у три етапи: чвертьфінал, півфінал та фінал. Зазначені етапи складаються з кількох змагань. Змагання — це кілька розіграшів турнірних задач, під час яких кожна з команд по одному разу виступає у кожній із наступних ролей: Доповідач (Д), Опонент (О), Рецензент (Р) та Спостерігач (С). Якщо у змаганні беруть участь дві команди, то вони почергово виступають в ролі Д та О. Якщо три — Д, О та Р. Якщо чотири команди, то Д, О, Р, С. Чвертьфінал складається з двох або більше змагань залежно від загального числа команд. До півфіналу потрапляють лише команди — переможці чвертьфіналів. До фіналу потрапляють переможці півфіналів. Учасники команд, які виступають у зазначених ролях на змаганнях, отримують індивідуальний рейтинг за накопичувальною системою.
2. Якщо в Турнірі бере участь не більше 8 команд, то півфінальні змагання за рішенням оргкомітету та журі можуть не проводитися: змагання складаються з чвертьфіналів та фіналу.
3. Для участі у чвертьфінальних змаганнях команди-учасники розподіляються на групи, кількість яких залежить від загального числа команд. Групи формуються таким чином, щоб кожні дві команди переважно не зустрічалися двічі. Перед початком чвертьфінальних змагань оргкомітет розробляє схему, за якою відбуватимуться змагання, та доводить її до відома учасників. Порядковий номер команди у схемі визначається жеребкуванням у присутності учасників Турніру. Можливі схеми проведення чвертьфінальних змагань наведені у Додатках.
4. Вихід до півфіналу. У кожному чвертьфінальному змаганні команда отримує певну кількість балів, що є сумою балів, отриманих за розігрування окремих задач. До півфіналу виходить половина команд з найвищою сумою балів.
5. Вихід до фіналу.
  - Для визначення учасників фіналу проводять півфінальні змагання, яких за рішенням журі і оргкомітету може бути одне або два. Залежно від числа команд-учасниць, півфінальні змагання можуть відбуватися у двох, трьох або чотирьох групах, склад яких визначається на спільному засіданні оргкомітету та журі. Можливі схеми проведення півфінальних змагань наведені у Додатках. Склад груп команд під час півфіналу не підлягає зміні.
  - У випадку проведення двох півфінальних змагань перед другим обов'язково здійснюється зміна складу груп журі за схемою, прийнятою на спільному засіданні журі та оргкомітету до початку півфіналу.
  - Вихід до фіналу визначається на основі суми балів, отриманих командами у всіх півфінальних змаганнях.
  - Якщо півфінал відбувався у двох групах, до фіналу виходять команди, що набрали найбільшу кількість балів у кожній групі, та команда, яка набрала більшу кількість балів серед решти команд-учасниць півфіналу. У випадку, якщо кілька команд набрали однакову кількість балів, у фінал потрапляє команда, яка успішніше виступила у чвертьфінальних змаганнях.
  - Якщо півфінали проводилися у трьох або чотирьох групах, до фіналу потрапляють лише команди, які набрали найбільшу кількість балів у кожній групі. У випадку, якщо у певній групі кілька команд набрали однакову кількість балів, до фіналу потрапляє команда, яка успішніше виступила у чвертьфінальних змаганнях.
6. Фінал. Фінальне змагання розпочинається о 9 ранку останнього дня проведення змагань. Команди-фіналісти отримують завдання, на розв'язок яких надається чотири години. Протягом фінального змагання командам забороняються консультації з керівниками команд, сторонніми особами, забороняється користування засобами мобільного зв'язку та інтернетом.

### Організація змагання
1. Процедуру проведення змагань контролює ведучий. Під час змагань команди працюють самостійно, не консультуючись із сторонніми особами (в тому числі засобами мобільного зв'язку чи інтернету). Команди можуть використовувати довідкові матеріали (підручники, посібники, словники, електронні ресурси тощо) під час підготовки до виступів та дискусій. При цьому учасники, що виступають від імені команди, не мають права користуватися цими матеріалами під час виступу.
2. У змаганні можуть брати участь дві, три або чотири команди відповідно до схеми проведення етапу Турніру, сформованої оргкомітетом та журі, виходячи з числа команд-учасниць етапу.
3. На початку кожного змагання ведучий представляє членів журі і учасників команд. Спосіб розподілу ролей, у яких команди будуть виступати під час першого змагання, визначається на спільному засіданні оргкомітету та журі перед початком кожного етапу Турніру. Надалі зміна ролей здійснюється за схемами, наведеними у Додатках.
4. Регламент розігрування задачі:

| Команда-Опонент пропонує команді-Доповідачу задачу, Доповідач згоджується чи відхиляє пропозицію | до 2 хв.  |
| Підготовка до доповіді                                                                           | до 2 хв.  |
| Доповідь                                                                                         | до 7 хв.  |
| Уточнюючі запитання команди-Опонента до Доповідача і відповіді до 2 хв. Підготовка до опонування | до 2 хв.  |
| Виступ Опонента                                                                                  | до 5 хв.  |
| Відповідь Доповідача на зауваження Опонента та дискусія між ними                                 | до 3 хв.  |
| Уточнюючі запитання команди-Рецензента до Опонента та Доповідача і відповіді                     | до 2 хв.  |
| Підготовка до рецензування                                                                       | до 2 хв.  |
| Виступ Рецензента                                                                                | до 3 хв.  |
| Відповіді Доповідача та Опонента на зауваження Рецензента та дискусія між ними                   | до 5 хв.  |
| Загальна дискусія команд                                                                         | до 15 хв. |
| Уточнюючі запитання журі до команд                                                               | до 3 хв.  |
| Заключні слова Рецензента, Опонента і Доповідача                                                 | до 2 хв.  |
| Виставлення оцінок                                                                               | до 1 хв.  |
| Виступи членів журі (у разі необхідності)                                                        | до 5 хв.  |

Під час кожного змагання кожен з капітанів команд має право один раз узяти хвилинну перерву (тайм-аут) для обговорення проблем усією командою.
1. Ролі команд під час змагання
  - Доповідач викладає власну версію розв'язку задачі, акцентуючи увагу на основних біологічних ідеях та висновках. При цьому бажано використання ілюстративних матеріалів (таблиць, графічних зображень, комп'ютерних презентацій, тощо) для кращого представлення власного бачення суті проблеми, викладеної у запитанні. Доповідає один або два учасники команди. У випадку співдоповіді виступ основного доповідача не повинен займати більше 70 % часу.
  - Опонент (один учасник команди) критично аналізує доповідь, вказує на позитивні моменти розв'язку задачі та доповіді, але передусім на помилки та недоліки. Виступ Опонента не повинен зводитися до викладення власного варіанту розв'язку завдання.
  - Рецензент (один учасник команди) дає загальну оцінку виступу Доповідача, об'єктивності виступу Опонента, суттєвості запитань і відповідей та коректності поведінки Доповідача та Опонента в ході дискусії. Рецензування не повинно дублювати опонування, Рецензент дає оцінку виступу Доповідача у випадку, якщо вона не співпадає з оцінкою Опонента, або якщо Опонент не помітив неточностей та суттєвих недоліків у доповіді.
  - Команда-Спостерігач може брати участь лише у загальній дискусії команд.
2. Уточнюючі запитання, які можуть задавати учасники команд, повинні стосуватися суперечливих або недостатньо висвітлених положень доповіді, виступів опонента та рецензента або виступів учасників команд у дискусії. На уточнюючі запитання до доповідача, опонента або рецензента може відповідати тільки той учасник команди, який виступав від її імені. У разі співдоповіді, відповідати на запитання можуть обидва доповідачі. Уточнюючі запитання членів журі можуть бути адресовані конкретним учасникам або усій команді.
3. Дискусії повинні бути конструктивними і спрямованими на обговорення правильності рішення, запропонованого Доповідачем, або суперечливих питань, висловлених Опонентом чи Рецензентом, якщо вони стосуються обговорюваної задачі. При цьому Опонент та Рецензент повинні утримуватися від пропозицій власних варіантів її розв'язку.
  - У загальній дискусії можуть брати участь усі команди по черзі.
4. Кожен учасник команди під час одного змагання може виступити не більше двох разів. При цьому уточнюючі запитання та участь у дискусії не вважаються за виступ, а співдоповідь — вважається.
5. Відмови від задач. Під час чвертьфінальних змагань команди можуть тричі відмовитися від доповідання певної задачі без застосування штрафних санкцій. Під час півфінального та фінального змагань команди можуть відмовитися один раз без застосування штрафних санкцій. Кожна наступна відмова понад зазначені вище призводить до зменшення коефіцієнта Доповідача на 0,2.
6. Під час турнірних змагань Опонент може запропонувати Доповідачеві будь-яку задачу, окрім тих, що:
  - було вилучено журі;
  - були оголошені Доповідачем на даному етапі Турніру як відмова;
  - доповідалися у даному змаганні;
  - доповідалися Опонентом під час даного етапу Турніру;
  - доповідалися Доповідачем під час даного етапу Турніру;
  - опонувалися Опонентом під час даного етапу Турніру. При неможливості запропонувати задачі згідно цих правил, вони послідовно виключаються починаючи з останньої за ліком.
7. Ведучий змагання має бути фаховим біологом.
  1. Ведучий, дотримуючись правил проведення Турніру, повинен:
    - представляти команди, журі, лічильну комісію, оголошувати умови задач та оцінки журі;
    - проводити жеребкування для розподілу ролей першого змагання у етапі;
    - контролювати дотримання регламенту учасниками змагання;
    - надавати слово учасникам команд та журі для запитань та відповідей;
    - стежити за відповідністю уточнюючих запитань;
    - стежити за конструктивністю дискусій, не допускати запитань, на які уже надавалась відповідь, по черзі надавати слово бажаючим взяти участь у дискусії;
    - стежити, аби у своїх виступах члени журі не розкривали власних поглядів на суть поставленої у задачі проблеми;
    - не допускати непередбачених регламентом виступів;
    - не допускати консультацій команд з керівниками або сторонніми особами;
    - під час виступів і дискусій не допускати консультацій учасників, які виступають, з рештою членів команди.

  2. У разі потреби ведучий може:
    - надати додатковий час для дискусій (за власним рішенням, не більше 1 хвилини) або для виступів Доповідача, Опонента чи Рецензента (за згодою журі, не більше 1 хвилини);
    - надати членам журі додатковий час для уточнюючих запитань або виступів (не більше 3 хвилин);
    - пропонувати журі ввести штрафні санкції аж до усунення від участі у Турнірі команді, що постійно порушує правила проведення Турніру та не дає можливості для нормального його проведення;

  3. Ведучий не має права:
    - коментувати виступи учасників, оцінювати правильність їх висловлювань, будь-яким способом висловлювати власну думку з цього приводу;
    - задавати навідні запитання;
    - коментувати оцінки членів журі;
    - відповідати на запитання, які не стосуються ходу проведення змагань.
8. Оцінка виступу команд під час змагання.
  1. Після кожного змагання журі виставляє командам-учасникам бали — від 1 до 10. Якщо наявні значні розбіжності між оцінками різних членів журі (різниця між крайніми оцінками становить 3 бали і більше), члени журі, що поставили найнижчі і найвищі оцінки, повинні прокоментувати своє рішення. Лічильна комісія підраховує загальну суму балів, усереднює їх і множить на коефіцієнти: для Доповідача — на 3 (або менше, за наявності штрафних санкцій), Опонента — 2, Рецензента — 1. У разі проведення двокомандного змагання оцінки, отримані командами, множаться на додатковий коефіцієнт 1.2. При отриманні дробних оцінок вони округлюються з точністю до сотих. Округлення здійснюється після множення результатів усереднення на зазначені вище коефіцієнти.
  2. При виставленні оцінок члени журі керуються наступними принципами:
    - при оцінюванні Доповідача беруть до уваги: наукову достовірність викладених фактів, повноту розкриття питання, уміння доповідати та звертати увагу слухачів на ключові моменти доповіді, уміння вести наукову дискусію, якість ілюстрування власної доповіді (таблиці, слайди, презентації тощо);
    - при оцінюванні Опонента беруть до уваги: коректність оцінки зробленої доповіді, повноту висвітлення як позитивних, так і негативних сторін доповіді, уміння вести наукову дискусію;
    - при оцінюванні Рецензента беруть до уваги: коректність оцінки доповіді і роботи Опонента (неприпустима висока оцінка роботи Рецензента у випадку, коли він зовсім не дав оцінки роботі Опонента), уміння підтримувати наукову дискусію;
    - оцінюється робота не тільки окремої людини, а команди, тому при виставленні оцінок враховується ступінь взаємодії між членами команди та активність усіх членів команди у ході дискусії.

### Завдання для Турніру
1. Завдання для чвертьфінальних змагань складаються робочою комісією, створеною оргкомітетом, до якої входять фахівці-біологи. Завдання повинні бути розіслані командам (опубліковані у загальнодоступних засобах масової інформації) не пізніше червня року проведення турніру. Ці завдання можуть використовуватися для проведення регіональних Турнірів. Кількість задач повинна становити 20.
2. 10 завдань для півфінальних змагань відбираються оргкомітетом з числа чвертьфінальних. Спосіб відбору півфінальних задач визначається на спільному засіданні журі і оргкомітету перед початком турніру і доводяться до відома учасників.
3. Задачі для фінальних змагань вибираються на засіданні журі з числа запропонованих членами журі. Якщо у фінальному змаганні беруть участь чотири команди, їм пропонуються вісім задач. У випадку проведення фінального змагання з трьома командами, їм пропонується шість задач. Фінальні завдання надаються командам о 9 ранку дня проведення фінальних змагань. На їх розв'язок відводиться чотири години. Оргкомітет забезпечує командам однакові набори навчально-довідкової літератури та необхідне для підготовки презентацій розв'язків завдань спорядження (папір, олівці, ручки, лінійки тощо) та організує контроль за дотриманням однакового режиму підготовки відповідей усіма учасниками фіналу.

### Переможці Турніру
1. Командна першість. Команди, що вийшли до півфіналу, отримують третє місце в Турнірі. Команди, що вийшли до фіналу, забезпечили собі друге місце і змагаються за перше. Переможцем Турніру є команда, що набрала найбільшу кількість балів у фінальному змаганні. Якщо дві команди набрали у фіналі однакову кількість балів, перше місце присуджується тій з них, яка має більшу кількість балів у півфінальних змаганнях.
2. Особиста першість. Виступ учасника (незалежно від його ролі) вважається успішним, якщо він не отримував оцінок «1», «2», «3», «4» та «5». За кожну оцінку в успішному виступі учасник отримує певну кількість балів за наступною схемою:

| Оцінки | 10 | 9 | 8 | решта |
| Бали   | 3  | 2 | 1 | 0     |

У разі співдоповіді кожен із співдоповідачів отримує половину балів, набраних відповідно до схеми. Індивідуальні рейтинги (ІР) учасників визначаються як середнє арифметичне отриманих балів за результатами кожного виступу в будь-якій ролі під час чвертьфінальних змагань. Сума ІР за всі чвертьфінальні змагання складає персональний рейтинг учасника. Найвищий персональний рейтинг (НПР) вважається точкою відліку. При цьому, учасники, індивідуальний рейтинг яких вищий або дорівнює 0.8 НПР, стають переможцями особистої першості та нагороджуються відповідними дипломами. Учасники, індивідуальний рейтинг яких вищий або дорівнює 0.5 НПР, відзначаються дипломами за успішний виступ на Турнірі.
Інші нагороди. З власної ініціативи оргкомітет, члени журі та окремі причетні до організації та проведення Турніру особи чи організації можуть вручати за погодженням із оргкомітетом власні неофіційні нагороди командам та окремим учасникам Турніру.

### Апеляції
Якщо певна команда відмітила факти порушення Правил Турніру, вона має право подати апеляцію. Апеляція подається експерту-консультанту Турніру капітаном команди протягом години після закінчення суперечливого, на думку подавачів, змагання і повинна містити інформацію стосовно того, які пункти правил, коли і яким чином було порушено. У випадку, якщо апеляція не містить указаної інформації, вона не розглядається. У апеляції бажано назвати осіб, що можуть підтвердити факт(и) порушення правил. Прийняті апеляції розглядаються на спільному засіданні оргкомітету та журі Турніру у присутності експерта-консультанта. Дана комісія розглядає суттєвість апеляції та характер її задоволення в разі визнання її дійсною.

### Експерт-консультант Турніру
- бере участь у розгляді апеляцій на спільному засіданні оргкомітету та журі;
- бере участь у роботі комісії, що формує завдання для Турніру (у тому числі й завдання для фінального змагання);
- бере участь у розв'язанні спірних питань щодо застосування правил проведення Турніру;
- має право брати участь у роботі журі Турніру.

### Порядок внесення змін у Правила
Під час проведення Турніру жодних змін у Правила не може вноситися. Усі проблеми, що виникають під час Турніру через суперечливі або неоднозначні положення у Правилах, розв'язуються на спільному засіданні оргкомітету та журі за участі експерта-консультанта. На спільному засіданні оргкомітету та журі у присутності експерта-консультанта можуть прийматися рекомендації стосовно майбутніх змін правил. По закінченні Турніру оргкомітетом формується робоча група, завданням якої є аналіз результатів Турніру та внесення пропозицій щодо змін Правил Турніру, спрямованих на покращення його проведення.